# 海軍拡張計画
海軍拡張計画（かいぐんかくちょうけいかく）は、大日本帝国海軍が1896年（明治29年）以降に推進した海軍の軍備計画。
当初の計画、第一期拡張計画並びに第二期拡張計画が1896年（明治29年）から1910年（明治43年）にかけて計画、実行された。明治26年度起業軍艦製造費により建造中であった戦艦2隻に加え、戦艦4隻と一等巡洋艦6隻を建造し、戦艦・巡洋艦各6隻の艦隊を計画したことから六六艦隊計画とも呼ばれ、帝国海軍対露戦備の中核を為した。
日露戦争直前期に第三期拡張計画が計画され実行された。1911年度（明治44年度）以降は他の艦艇建造関係予算と共に明治44年度軍備補充費に統合された。

## 背景
1895年（明治28年）4月の日清講和条約調印によって日清戦争が一段落つくと、領土・賠償金等での勝敗落差の実感（かつて普仏戦争が軍拡の必要性を説くときに好例とされた）や賠償金の使途やロシアの南下政策などを背景に、政府内で戦後経営にかかわる意見が複数出された。
三国干渉によって清に返還した遼東半島は、ロシアにより占有された。ロシアはシベリア鉄道を整備し、旅順を軍港として大拡張し、そこを拠点とする太平洋艦隊を充実させ、その脅威は到底往年の清の比ではなくなった。この時建造中だったのは1892年（明治25年）度の計画に基づく第一着の富士と八島、巡洋艦以下の若干に過ぎず海軍は海軍力の増強を要求していた。

## 六六艦隊計画（第一期拡張、第二期拡張）
帝国海軍は明治26年度起業軍艦製造費で削減された部分を修正し、戦艦4・巡洋艦4を建造する以下の内容の計画を立てた。
- 甲鉄戦艦（各15,000トン）：4隻
- 一等巡洋艦（各7,300トン）：4隻
- 二等巡洋艦（吉野型）：3隻
- 三等巡洋艦（各3,000トン）：4隻
- 報知艦（各1,900トン）：2隻
- 水雷砲艦（龍田型）：5隻
- 水雷母艦兼工作船（ヴァルカン型（英語版））：2隻
- アルミニウム水雷艇（ヴェデット型）：母艦1隻につき6隻まで
- 運送船
- 駆逐艇（各250トン）：11隻
- 一等水雷艇（各120トン）：31隻
- 二等水雷艇（各80トン）：23隻
- 三等水雷艇（各54トン）：10隻

以上の計画に基づく艦艇の新造の他に必要な防塁等の建設に要する費用を積算すると2億円を上回った。そのため、先ずは二億円以内で建造可能な建艦計画として計画を以下のように改訂し、その計画に基づいた『海軍拡張計画』を1895年（明治28年）7月、海軍大臣の西郷従道が閣議に提出した。
- 一等甲鉄戦艦：4隻
- 一等巡洋艦：4隻
- 二等巡洋艦：3隻
- 三等巡洋艦：2隻
- 水雷砲艦：3隻
- 水雷母艦兼工作船：1隻
- 水雷駆逐艇：12隻
- 一等水雷艇：16隻
- 二等水雷艇：37隻
- 三等水雷艇：10隻

二億円以内とはいえ大規模計画の予算成立のため西郷従道が以下の主旨で内閣に説明書を提出している。
1. 一国または二国が東洋に派遣し得る勢力に対抗できる艦隊を備える。
2. 大戦艦はスエズ運河を通れないので喜望峰を回らねばならないが、それには時間と費用を要し、また日英同盟で同盟国であるイギリス以外の国はこのコースには対応できるだけの石炭貯蔵所を持っていないので、燃料の供給ができない。
3. 平時から日本艦隊に対抗できるだけの大戦艦群を東洋艦隊に常備するとすれば、本国艦隊の大部分を割き、大計画を立てて拡張するとともに、それらの大戦艦を整備修繕する工廠やドックを東洋に整備せねばならず、費用が引き合わない。
4. それならば、非常の際に東洋に派遣する艦はスエズ運河を通過できる二級戦艦や巡洋艦だけであり、そのためには排水量15,000tのイギリス製最新式戦艦6隻を備え、また旧式戦艦に対しては一等巡洋艦を持ってすれば対抗可能である。

政府は財政上の関係から本計画を2期に分けて帝国議会に提案した。

### 第一期拡張計画
政府は以下の第一期計画を1895年（明治28年）12月25日召集された第9回帝国議会に渡辺国武大蔵大臣の財政意見書を若干修正した財政計画案（1896-1905年）を添えて提出した。
- 甲鉄戦艦（15,140トン）：1隻
- 一等巡洋艦（7,300トン）：2隻
- 二等巡洋艦（4,850トン）：3隻
- 水雷砲艦（1,200トン）：1隻
- 駆逐艦（254トン）：8隻
- 一等水雷艇：5隻
- 二等水雷艇：28隻
- 三等水雷艇：6隻

提出された第一期拡張計画の予算は帝国議会において若干の削減を加えられ9477万6245円84銭7厘（7ヵ年）で成立した。

### 第二期拡張計画
しかし、その実行着手後もロシアは建艦計画に着手、新たな戦艦をバルト海で建造するとともにフランスやアメリカに発注、しかもそのほとんど全てを東洋に派遣して太平洋艦隊を拡大する方針が明らかになった。1896年（明治29年）5月、海軍大臣の西郷従道はそういった状況から第二期拡張計画をさらに改訂し一等巡洋艦2隻を追加することを閣議に提案し、了承を得た。同年12月、第二次拡張計画の予算と第一期計画内の一等巡洋艦の設計変更費を加え、第一期拡張計画、第二期拡張計画の予算をが加えられ2億1310万964円84銭1厘（10ヵ年）の予算としては第10回帝国議会に提出され、修正なく成立した。結果、第一期計画と第二期計画を通して以下の艦船を建造する計画となった。
| 艦種             | 計画   | 計画   | 計画 |
| 艦種             | 第一期 | 第二期 | 計   |
| ---------------- | ------ | ------ | ---- |
| 甲鉄戦艦         | 1      | 3      | 4    |
| 一等巡洋艦       | 2      | 4      | 6    |
| 二等巡洋艦       | 3      | 0      | 3    |
| 三等巡洋艦       |        | 2      | 2    |
| 水雷砲艦         | 1      | 2      | 3    |
| 浅喫水砲艦       |        |        | -    |
| 水雷母艦兼工作船 |        | 1      | 1    |
| 駆逐艦           | 8      | 4      | 12   |
| 一等水雷艇       | 5      | 11     | 16   |
| 二等水雷艇       | 28     | 9      | 37   |
| 三等水雷艇       | 6      | 4      | 10   |
| 雑船             |        |        | 584  |

これら拡張計画を加えた1896年度（明治29年度）～1905年度（明治38年度）の軍拡費は海軍（第一期と第二期の計画分）と陸軍を含めて総額3億1,324万円にのぼった。その構成比は、陸軍が32.4%（砲台建築費8.6%、営繕と初年度調弁費16.0%、砲兵工廠工場拡張費5.8%、その他1.9%）、海軍が67.6%（造船費40.0%、造兵費21.2%、建築費6.4%）であった。また財源の構成比は、清の賠償金・山東半島還付報奨金が62.6%、租税が12.7%、国債金が24.7%であった。

### 六六艦隊の完成
第一第二拡張計画の実施によって帝国海軍の海軍力は従前の4倍以上の拡張を遂げ、1902年度（明治35年度）にはイギリス、フランス、ロシアに次ぐ世界第4位の海軍力を持つこととなった。
特に注目すべきは6隻の巡洋艦であり、以下の特色がある。
1. 約1万tと当時の巡洋艦としては大型。
2. 攻撃力は主砲が8インチ4門、副砲6インチ14門（吾妻と八雲は12門）は、当時の戦艦主砲が12インチ4門であった他は全く同じであり、巡洋艦としては非常な重装備である。
3. 諸事情からイギリス以外に発注する必要がありフランスで製造された吾妻とドイツで製造された八雲は副砲が6インチ12門でやや小型である他は、同一戦隊に編入して戦術運動を行うため船形はもちろん兵装制式も共通とし、実際には同型艦に近い。
4. 防御力は戦艦のハーヴェイ鋼鉄（英語版）9インチに対し極端な差がないハーヴェイ鋼鉄7インチを施してある。
5. 速力は20ノットで当時の戦艦の18ノットよりは速いが、イギリスやフランスの当時持っていたいわゆる装甲巡洋艦よりは低い。

旧式戦艦に対しては対抗でき、新式戦艦に対しては退避できる。このコンセプトは後の巡洋戦艦または高速戦艦と同じであり、日露戦争の結果を見てイギリスは巡洋戦艦を産み、また各国とも競って大型で重装備の装甲巡洋艦を建造することになった。

## 第三期拡張計画
日本の海軍力は1902年度（明治35年度）時点の艦齢20年未満の装甲艦の総トン数では12万9715トンで7大海軍国の中で第4位の海軍力を持つこととなった。しかし、1908年度（明治41年度）時点での海軍力は微増の14万5000トンである一方で英国はほぼ倍増の99万トン、フランスもほぼ倍増の48万トン、米露はそれぞれ30万トン、ドイツは22万トン、イタリアであっても20万トンとなると推計された。このままでは数年でまた列国の最下位になると考えられることから、それに伍するためには新たな海軍拡張計画を立てる必要が出た。
さて、欧米列強の軍備政策ではイギリスの二国標準主義、ドイツの二個艦隊標準のような基準を設けている。それに倣って、計画を立てるにあたって標準を設けることとした。三国干渉のように列強の2～3ヵ国が連合する場合も仮定して欧米列強が東洋に派遣可能な艦隊規模に対抗可能な実力を整備することとした。
これを踏まえた、以下のような1億5千万円予算の計画を1902年（明治35年）10月27日に海軍大臣山本権兵衛は閣議に提出した。
- 一等戦艦（15,000トン）：3隻
- 一等巡洋艦（10,000トン）：3隻
- 二等巡洋艦（5,000トン）：2隻
- 計8隻（85,000トン）
- 造船修理工場の施設、設備の充実

以上の計画から将来の維持費を除いた9986万305円2銭1厘（11ヵ年）に関して閣議の了承を得た。政府は、1902年（明治35年）12月開会の第17回帝国議会へ提出した。しかし、建艦予算は議論の遡上る以前の12月28日に地租条例の改正討議で衆議院が解散した。翌1903年（明治36年）5月、第18回帝国議会に対して再度、追加の海軍拡張計画を提出した。帝国議会の協賛を得て建艦予算が成立するも、この間にも日本は列国に抜かれ7ヵ国中5位に低下していた。
| 国             | 艦齢20年未満の装甲艦の総トン数（トン） | 艦齢20年未満の装甲艦の総トン数（トン） | 艦齢20年未満の装甲艦の総トン数（トン） |
| 国             | 1902年度 （明治35年度）                | 1903年度 （明治36年度）                | （推計）1908年度 （明治41年度）        |
| -------------- | -------------------------------------- | -------------------------------------- | -------------------------------------- |
| イギリス       | 56万1900                               | 65万9800                               | 99万                                   |
| フランス共和国 | 24万6916                               | 29万9000                               | 48万                                   |
| ロシア帝国     | 19万3311                               | 23万4620                               | 30万                                   |
| 大日本帝国     | 12万9715                               | 14万5717                               | 14万5000                               |
| イタリア王国   | 12万4953                               | 12万6641                               | 20万                                   |
| アメリカ合衆国 | 11万9120                               | 12万9744                               | 30万                                   |
| ドイツ帝国     | 11万5968                               | 15万1219                               | 22万                                   |

1903年（明治36年）10月21日、山本権兵衛海軍大臣は戦艦2隻の英国で建造中のチリの戦艦2隻の臨時購入費（#艦艇の追加購入）と第三期拡張計画のうち戦艦1隻の製造時期の繰り上げを閣議に提案した。戦艦の購入費についてはロシアの妨害が激しく第19回帝国議会に間に合わせることができなかった。差し迫った時局という理由で艦艇購入費に関して1903年（明治36年）12月28日付けで憲法第70条による財政上必要な処分に関する勅令を公布した。しかし、既に戦艦2隻は英国政府が買い上げていたためアルゼンチンがイタリアに発注していた装甲巡洋艦を2隻購入する費用1493万7390円を勅裁を以て支出した。
第三期拡張計画の戦艦1隻の繰り上げに関しては閣議の諒解を得てさらに1隻を加えた戦艦2隻の繰り上げとなった。しかし、1910年度（明治43年度）を以て第三期拡張計画の予算は艦艇補足費(明治37年度臨時軍事費)や明治40年度補充艦艇費などの艦艇製造関係の予算と共に打ち切られ、1911年度（明治44年度）以降は打ち切られた艦艇製造関係の予算を併合した新たな予算が編成された（明治44年度軍備補充費）。結果、予算の統合までに建造に着手されたのは戦艦2隻と一等巡洋艦1隻であり、戦艦1隻と一等巡洋艦2隻は1906年（明治39年）のドレッドノート就役後に艦型を変更、統合後の予算で超弩級戦艦として3隻が建造された。2等巡洋艦は後に計画が変更され、大型駆逐艦2隻、砲艦1隻が建造された。

## 艦艇の追加購入
同時期、チリとアルゼンチンは建艦競争をしており、アルゼンチンがイタリアからジュゼッペ・ガリバルディ級装甲巡洋艦4隻を購入、さらに2隻を追加して艤装中であった。チリはこの巡洋艦6隻に対抗すべく戦艦『リベルタード』（Libertad）と戦艦『コンスティトゥシオン』（Constitución）をイギリスに発注していた。ところが、両国は予算難から協定を結んで建艦競争を中止しようとしたため、建造途中の艦がロシアに買収されるおそれが出て来た。このことから日本駐英公使を通じて購入交渉を始めたが、ロシアの妨害が激しく購入予算を審議する第19回帝国議会までに購入の目途が立たなかったため、止むをえず交渉を打ち切った。イギリスは中立同盟国の立場からこれを自国海軍用に買収し、戦艦『トライアンフ』および戦艦『スイフトシュア』とした。
日本は勅令による緊急支出をもって1600万円を充当し、アルゼンチンがイタリアに発注し建造中であった巡洋艦『リヴァダヴィア』（Rivadavia ）、巡洋艦『モレノ』（Moreno ）をアルゼンチンより購入し、巡洋艦『春日』、巡洋艦『日進』と命名した。この2隻は日露開戦直後の明治37年3月16日に日本に到着し、主力艦の不足を補う重要な活躍をした。なお両艦の回航に当たっては日英同盟に基づき、英国政府が全面的に有形無形の支援を行ない、ロシアの妨害あるいは拿捕・攻撃の企図より守り抜いた。

## 建造艦艇

### 六六艦隊計画[2]
| 艦種             | 計画   | 計画   | 計画 | 建造   | 建造   | 建造 |
| 艦種             | 第一期 | 第二期 | 計   | 第一期 | 第二期 | 計   |
| ---------------- | ------ | ------ | ---- | ------ | ------ | ---- |
| 甲鉄戦艦         | 1      | 3      | 4    | 1      | 3      | 4    |
| 一等巡洋艦       | 2      | 4      | 6    | 2      | 4      | 6    |
| 二等巡洋艦       | 3      | 0      | 3    | 3      |        | 3    |
| 三等巡洋艦       |        | 2      | 2    |        | 2      | 2    |
| 水雷砲艦         | 1      | 2      | 3    | 1      |        | 1    |
| 浅喫水砲艦       |        |        |      |        | 3      | 3    |
| 水雷母艦兼工作船 |        | 1      | 1    |        |        |      |
| 駆逐艦           | 8      | 4      | 12   | 8      | 15     | 23   |
| 一等水雷艇       | 5      | 11     | 16   | 5      | 11     | 16   |
| 二等水雷艇       | 28     | 9      | 37   | 28     | 9      | 37   |
| 三等水雷艇       | 6      | 4      | 10   | 6      | 4      | 10   |

一等戦艦
第一期拡張：敷島型戦艦（敷島）
第二期拡張：敷島型戦艦（朝日、初瀬、三笠）

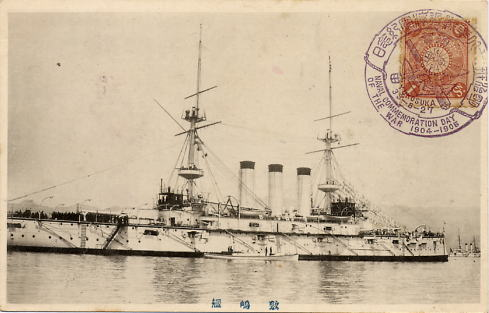
敷島型戦艦 敷島
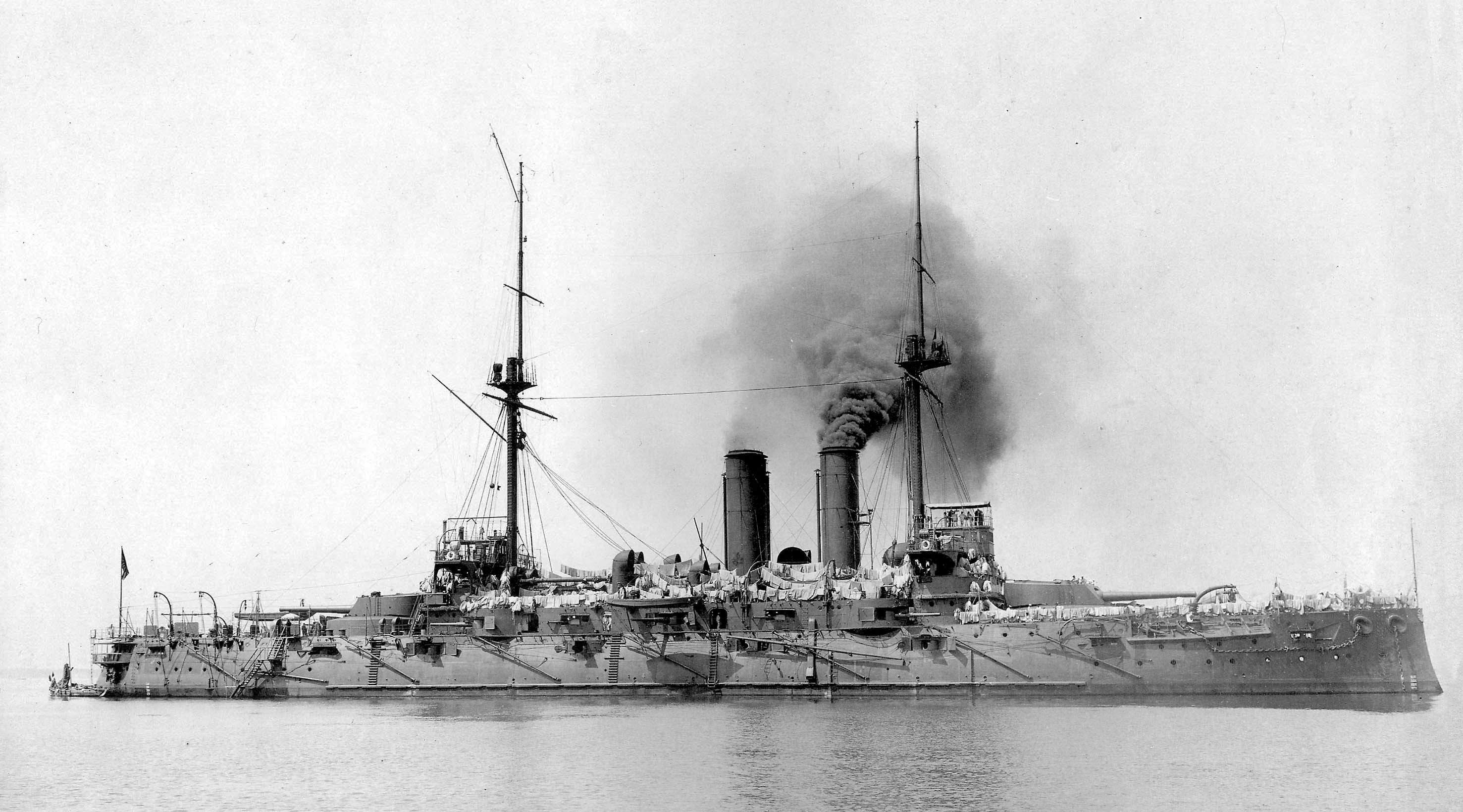
敷島型戦艦 朝日
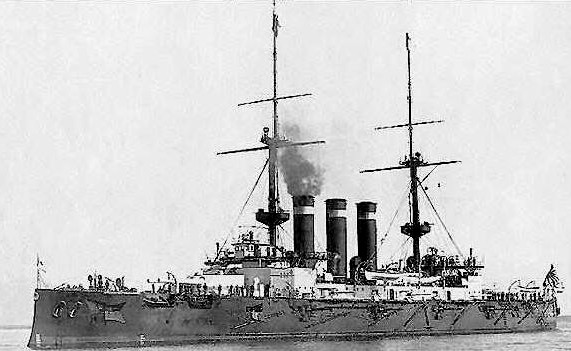
敷島型戦艦 初瀬
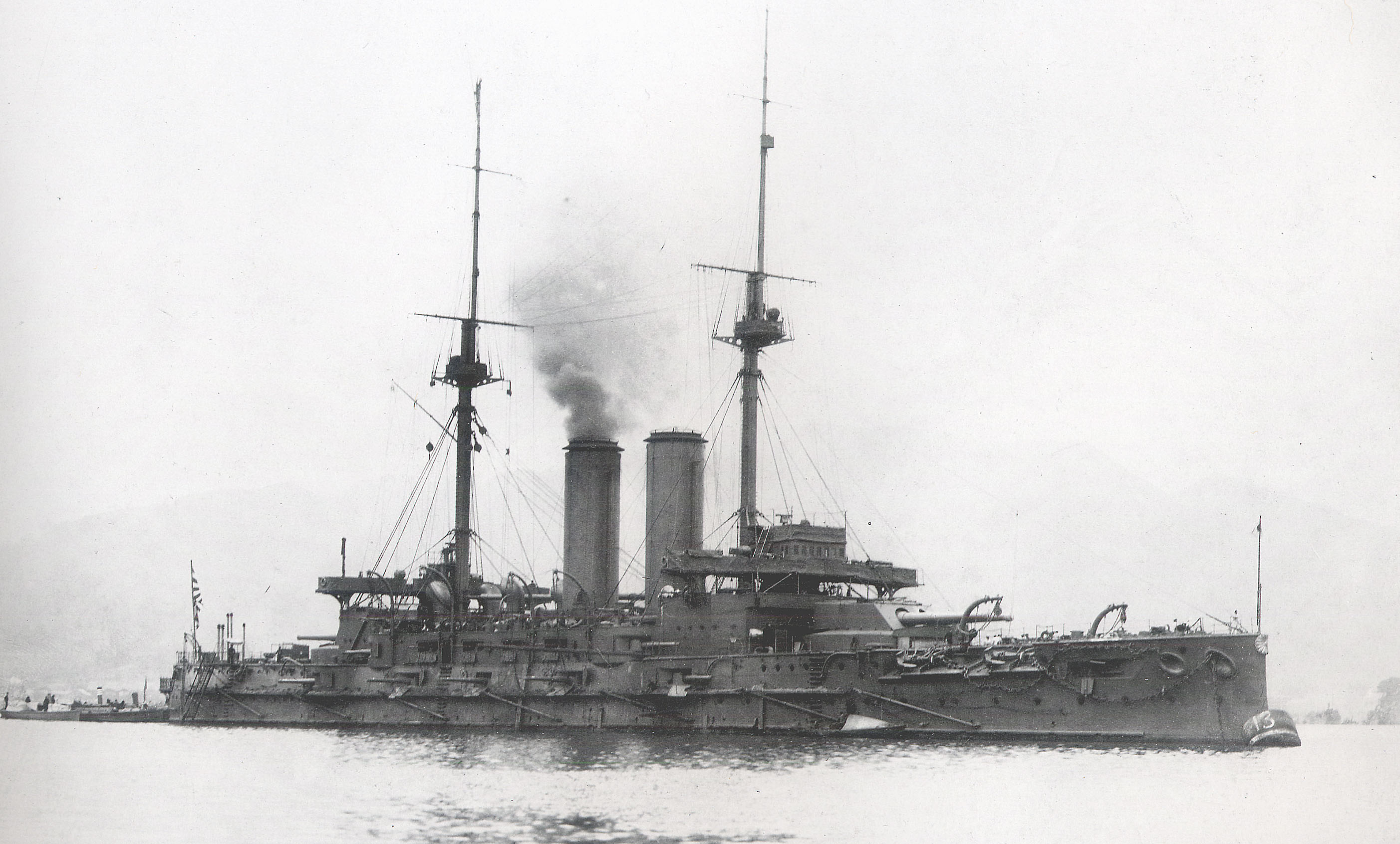
敷島型戦艦 三笠

一等巡洋艦

第一期拡張：八雲、吾妻

第二期拡張：浅間型装甲巡洋艦（浅間、常磐）、出雲型装甲巡洋艦（出雲、磐手）

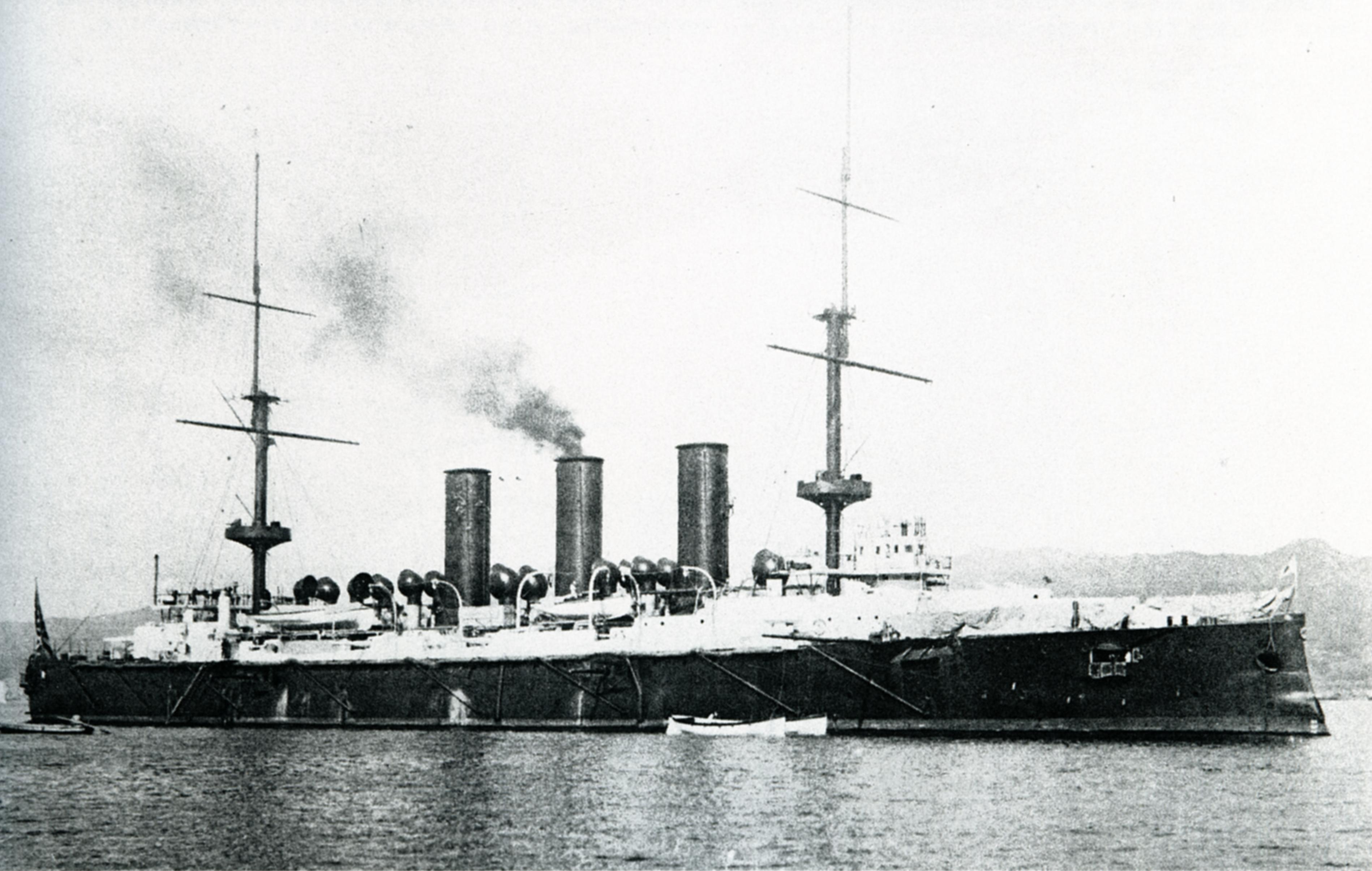
装甲巡洋艦 八雲
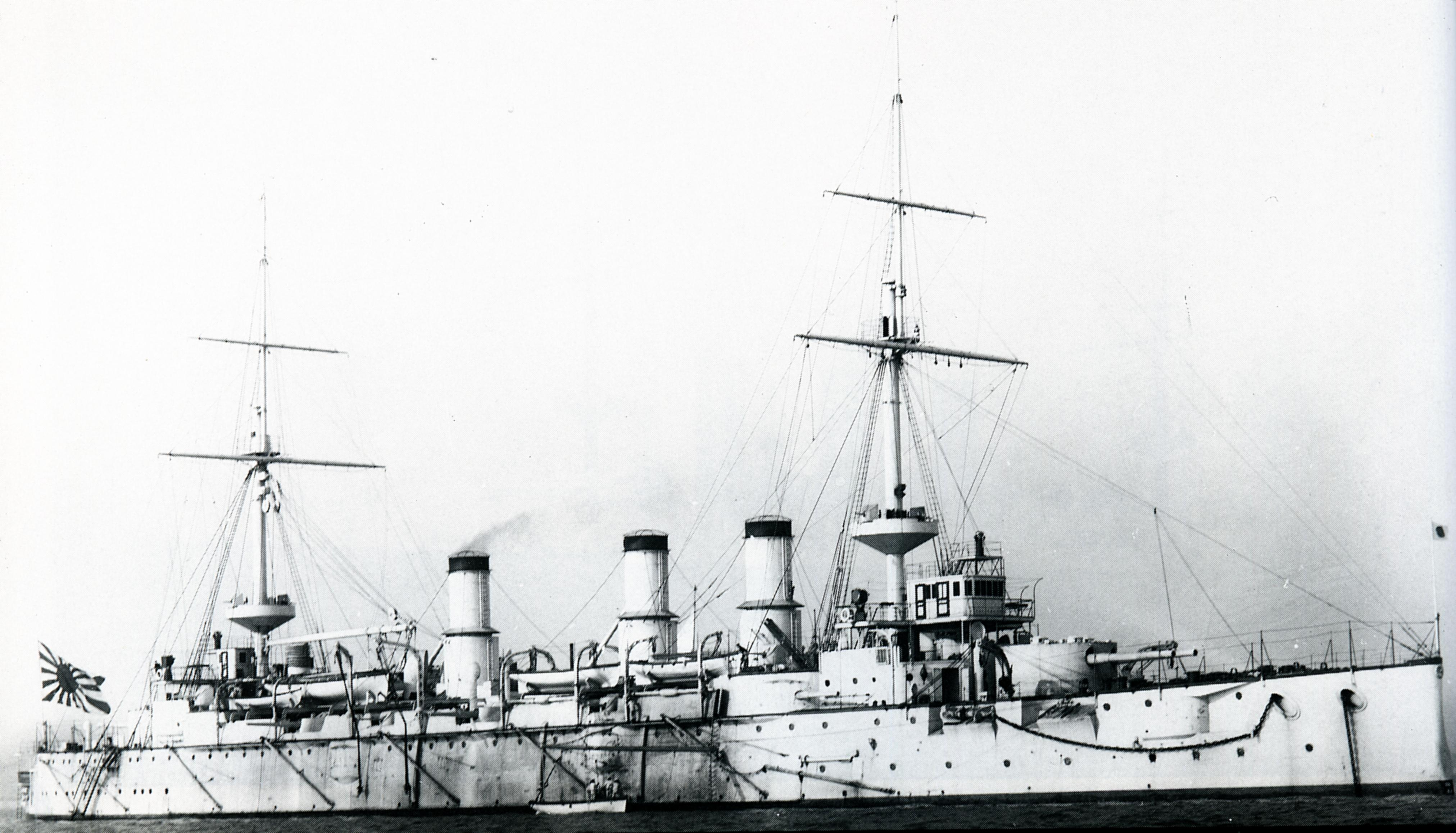
装甲巡洋艦 吾妻

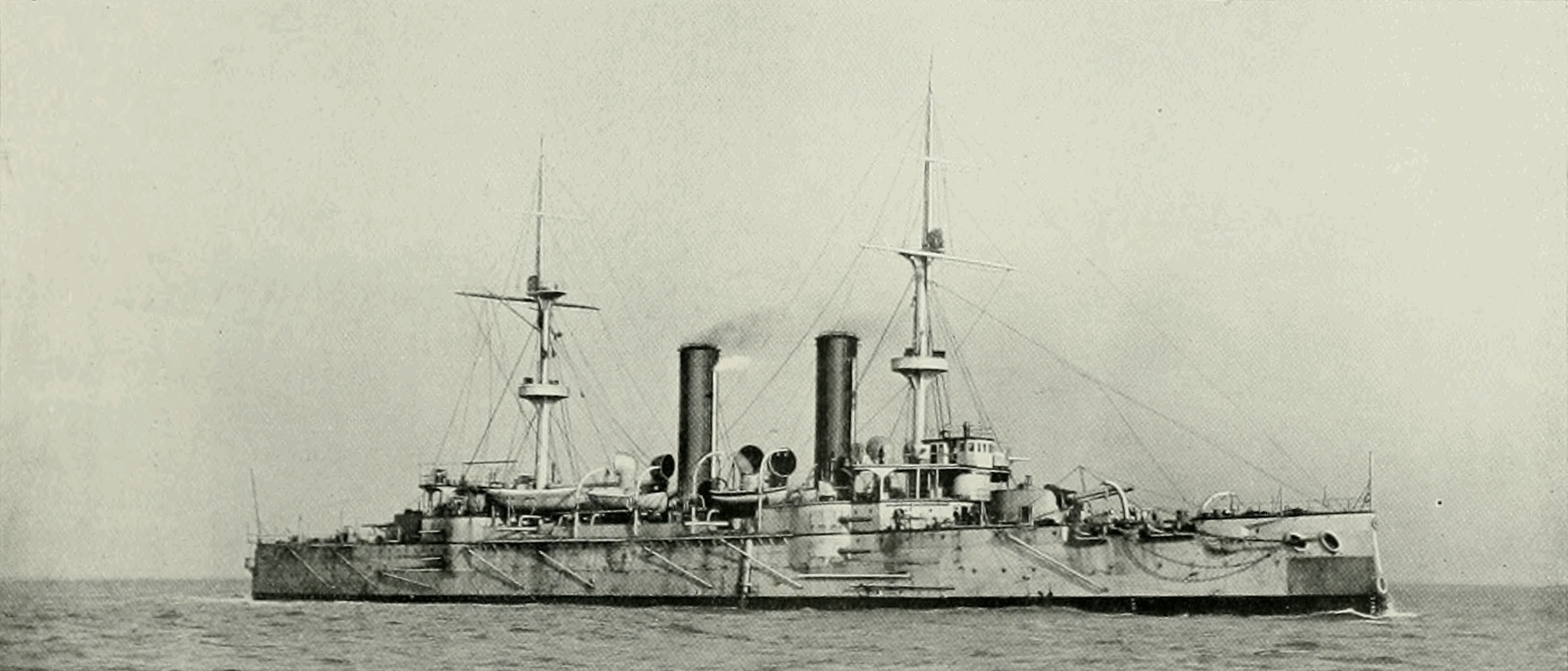
浅間型装甲巡洋艦 浅間
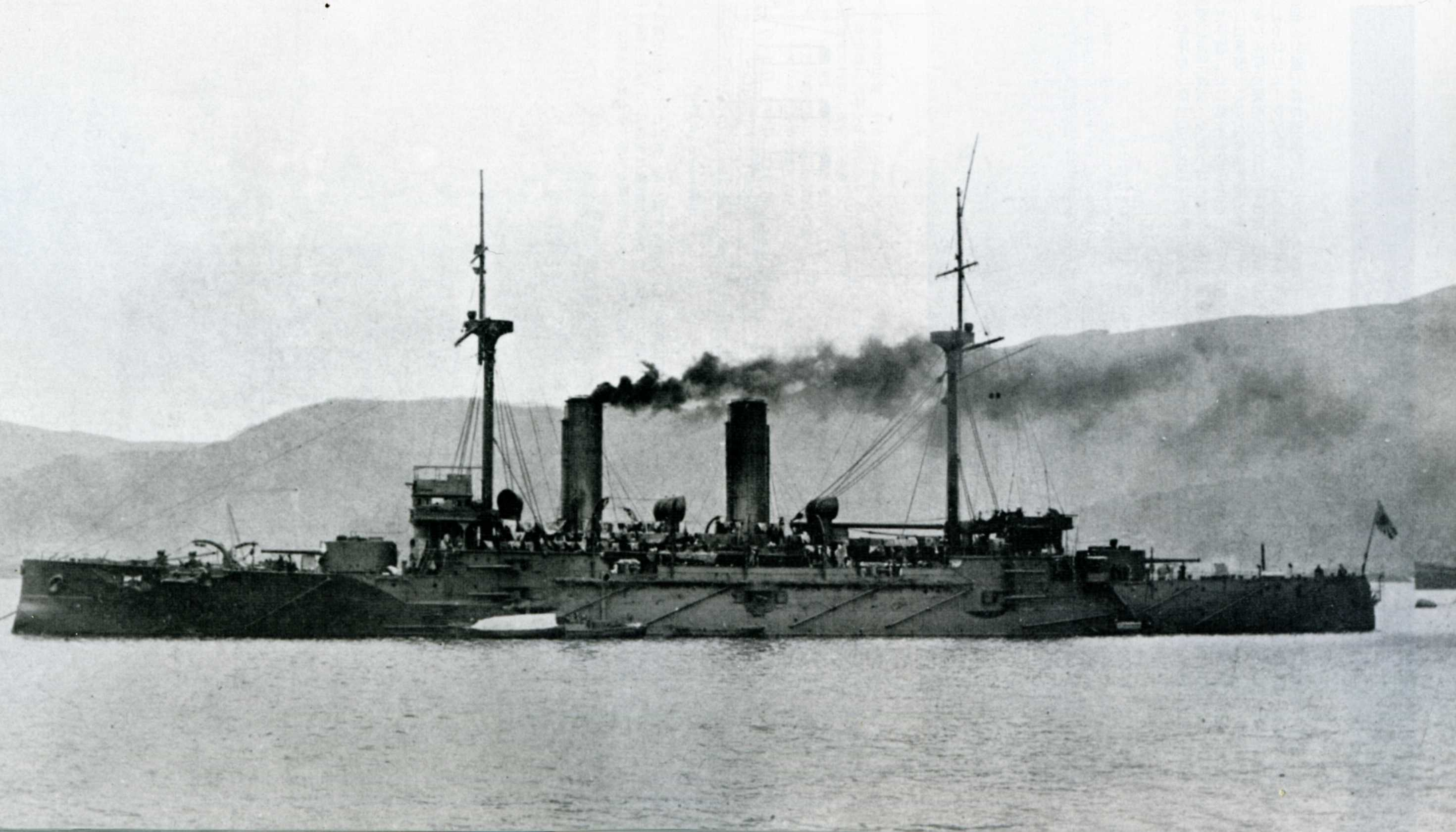
浅間型装甲巡洋艦 常盤
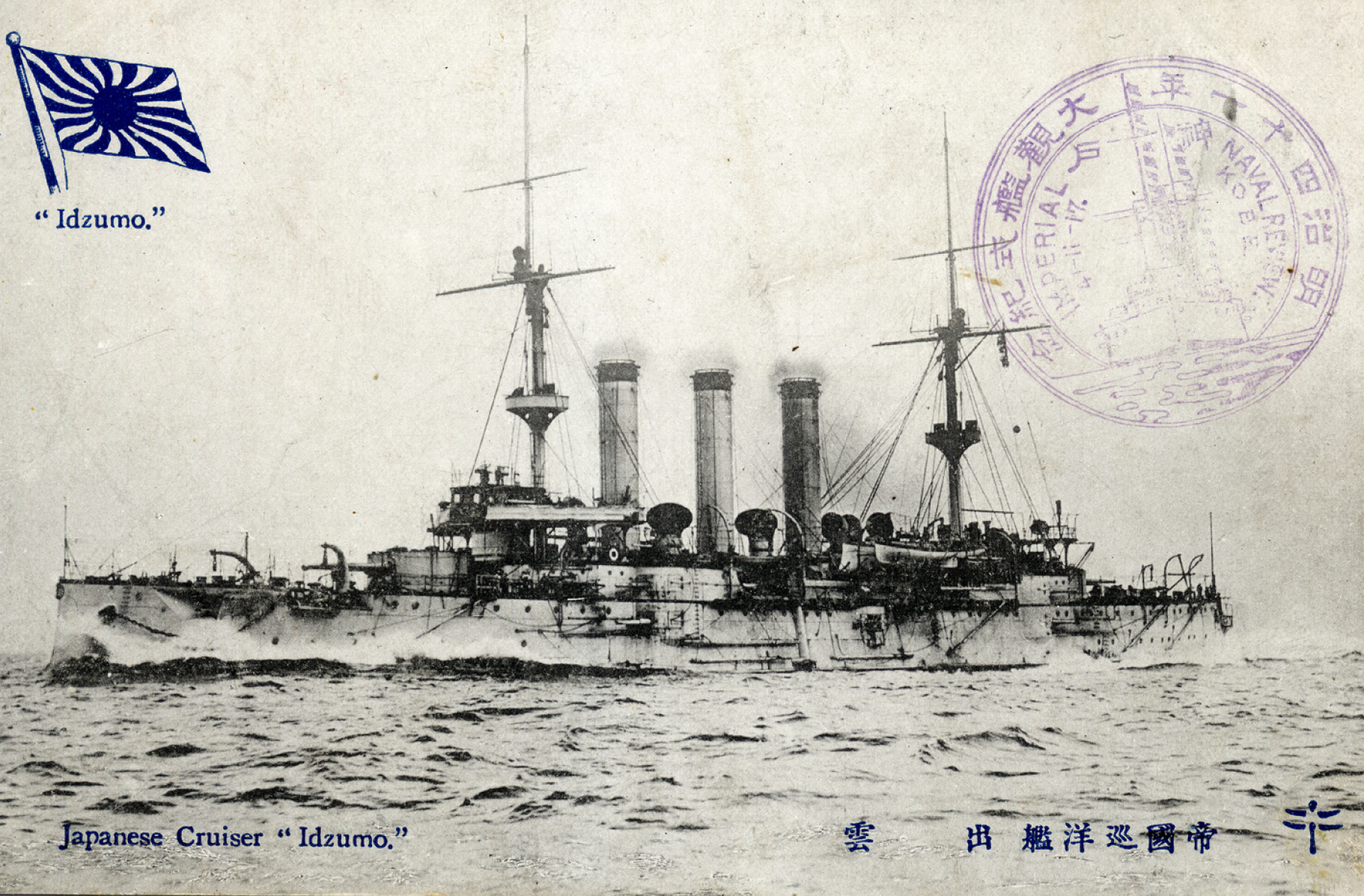
出雲型装甲巡洋艦 出雲
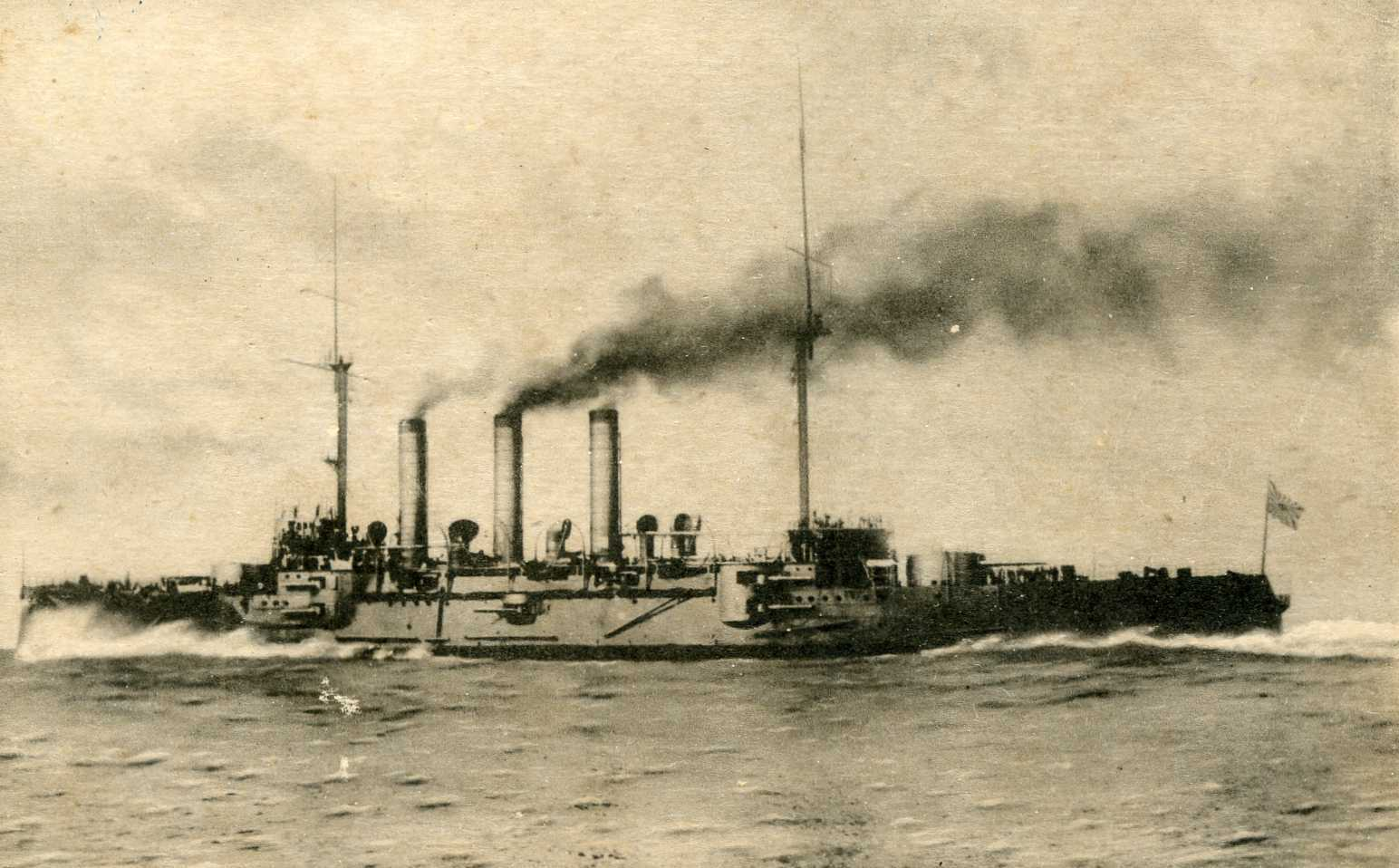
出雲型装甲巡洋艦 磐手

二等巡洋艦

第一期拡張：笠置型防護巡洋艦（笠置、千歳）、吉野型防護巡洋艦（高砂）

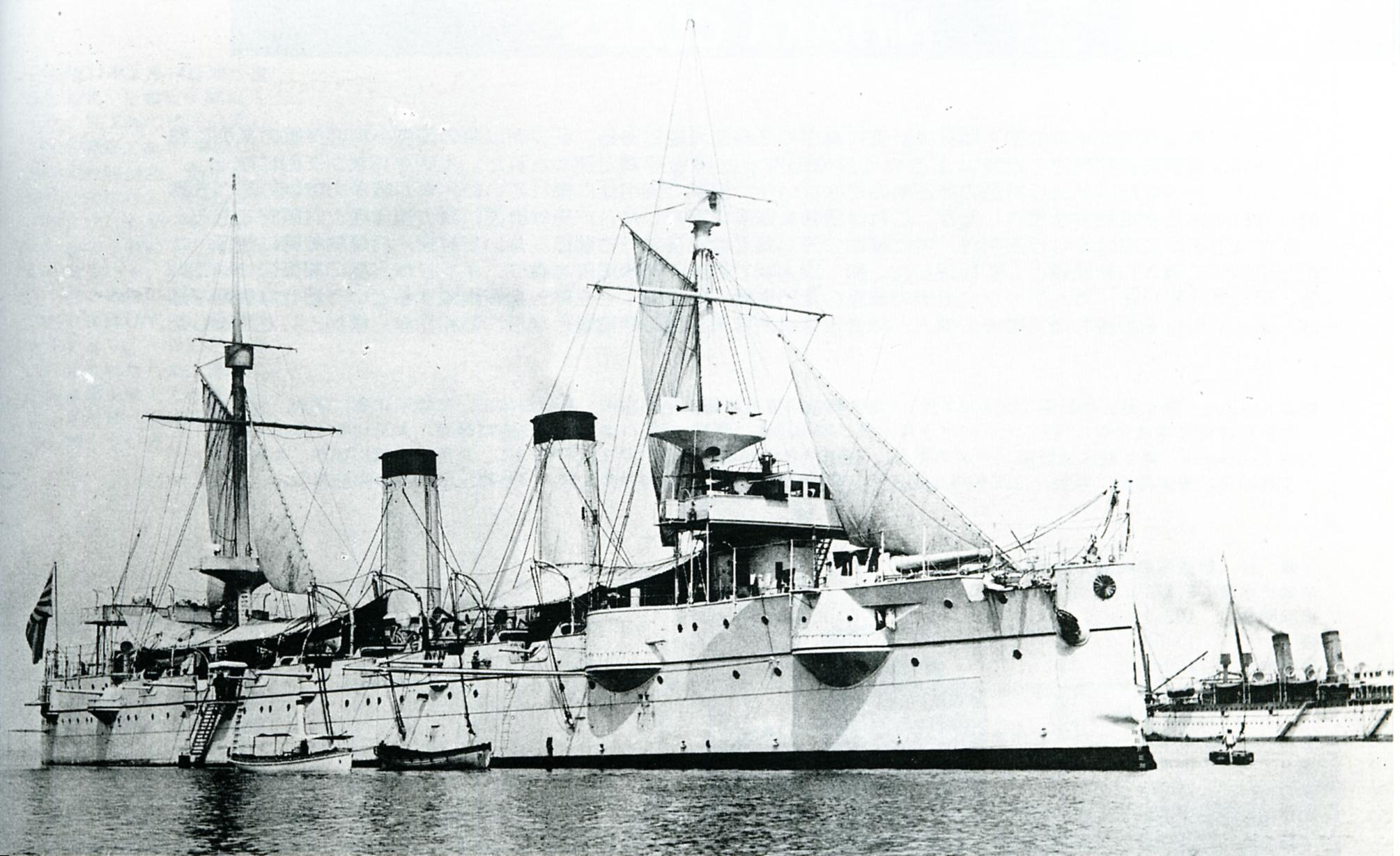
笠置型防護巡洋艦 笠置
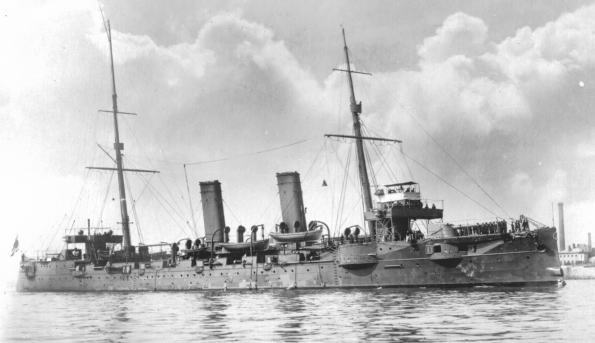
笠置型防護巡洋艦　千歳
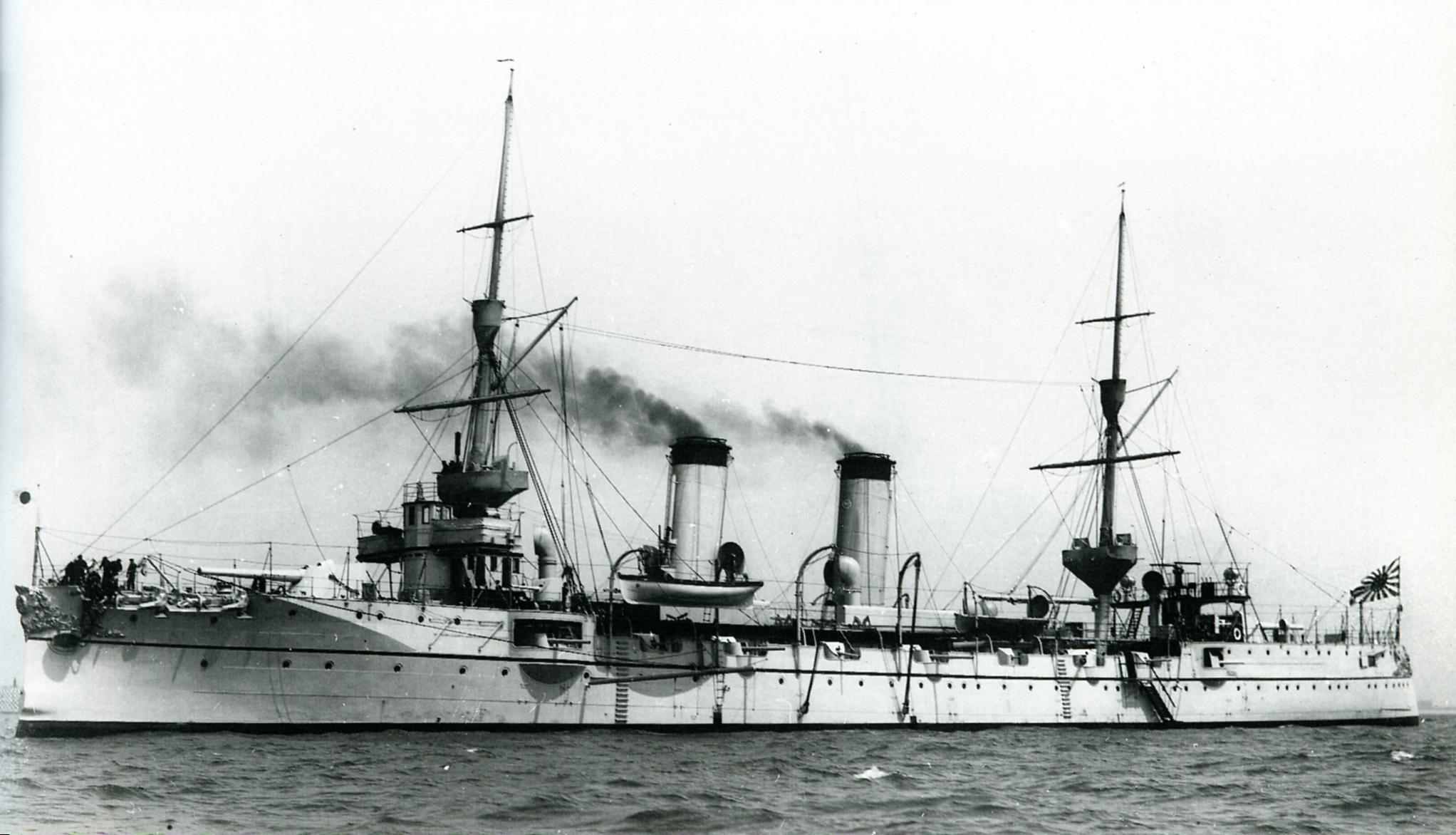
吉野型防護巡洋艦 高砂

三等巡洋艦

第二期拡張：新高型防護巡洋艦（新高、対馬）、音羽

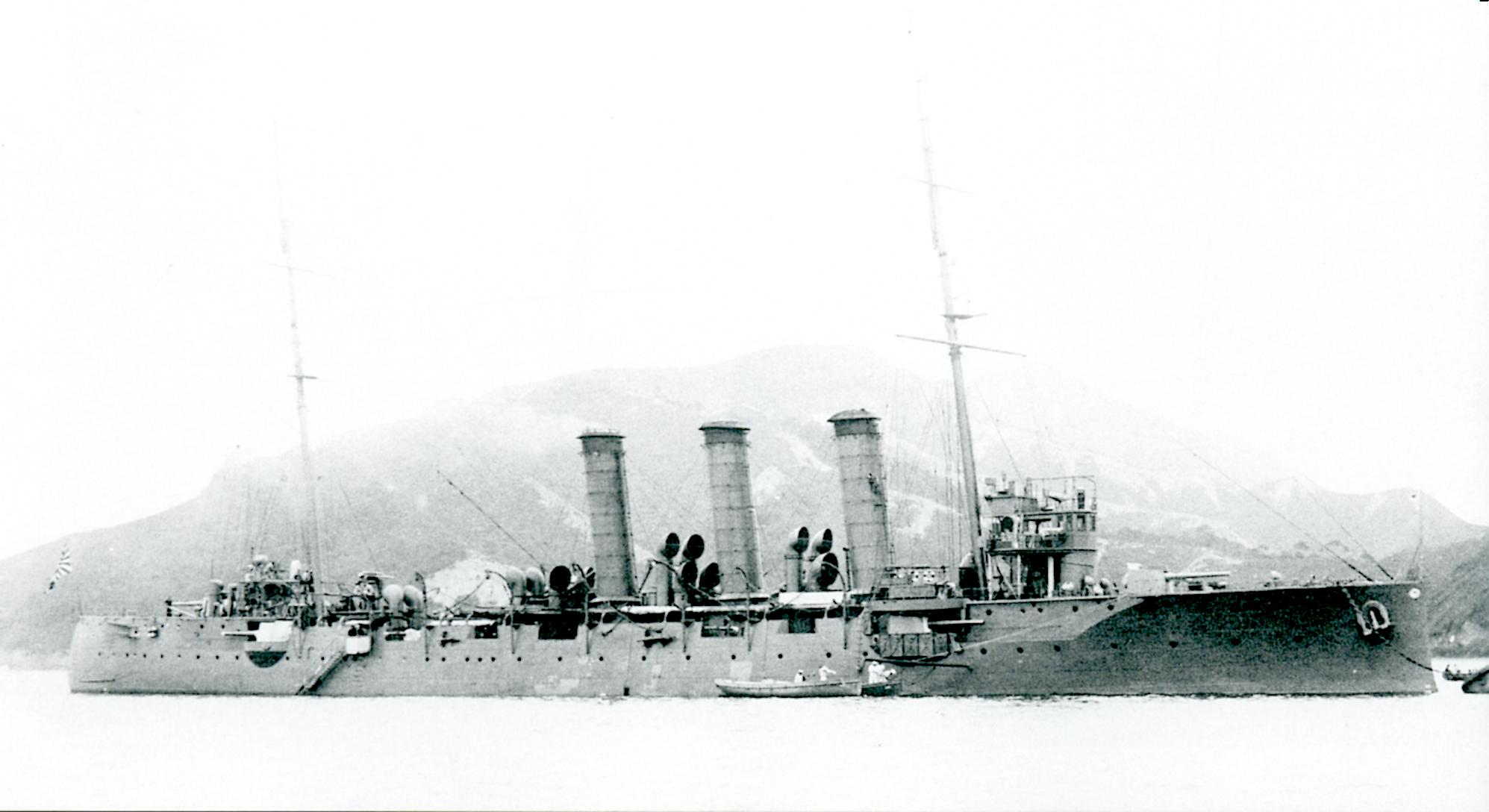
新高型防護巡洋艦 新高
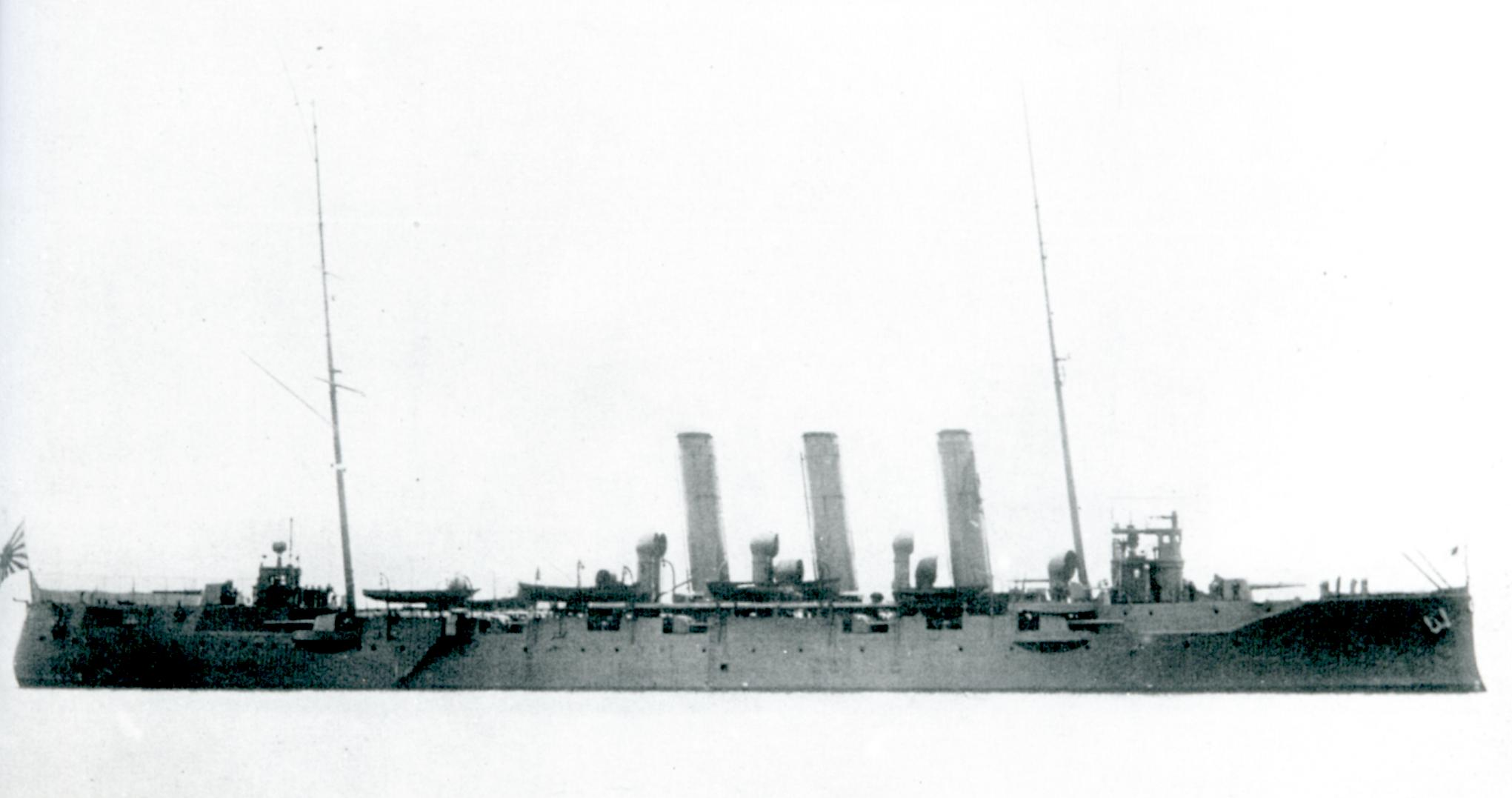
新高型防護巡洋艦 対馬
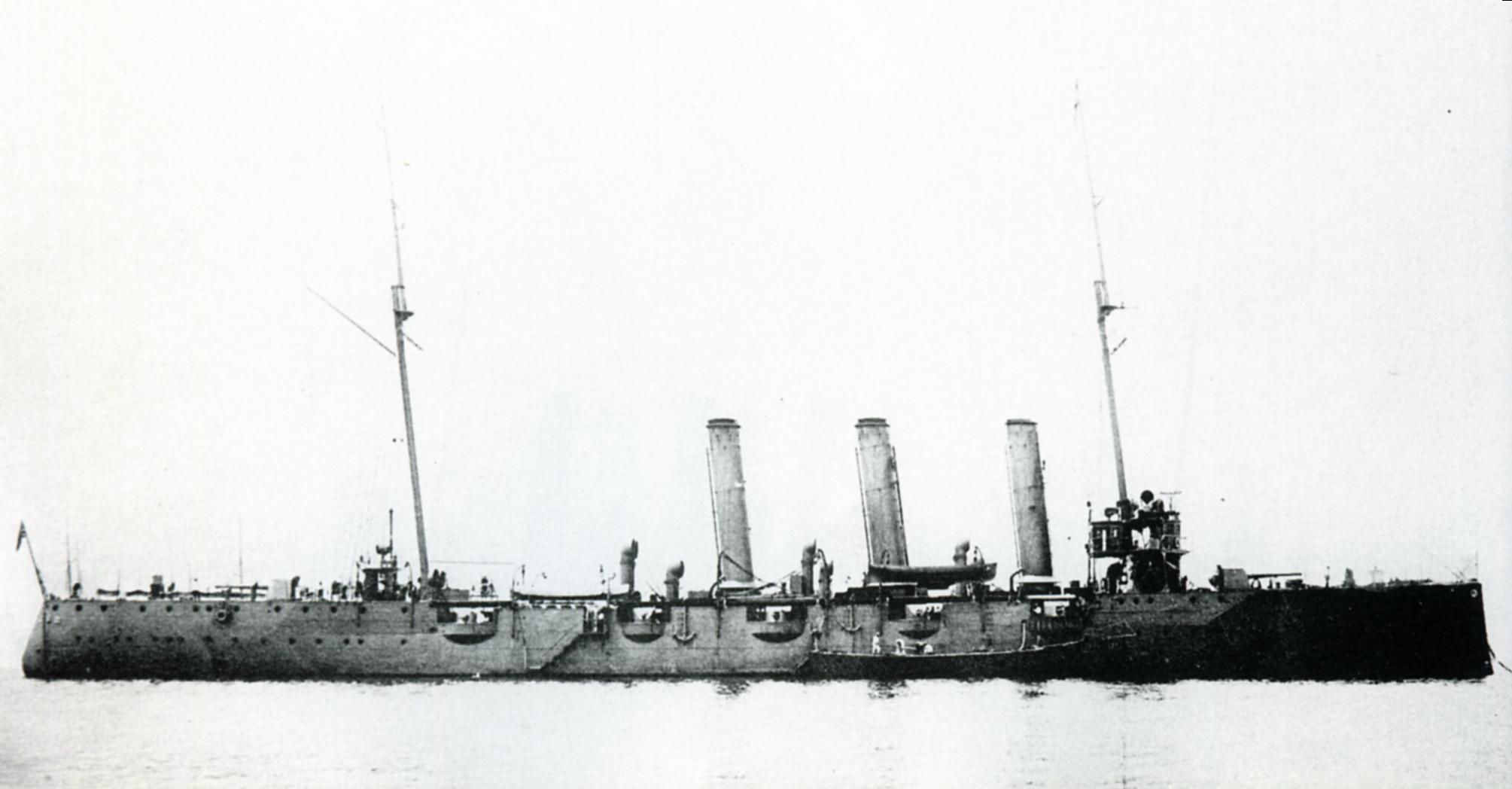
防護巡洋艦 音羽

通報艦（水雷砲艦）

第一期拡張：千早
- 通報艦 千早

砲艦（浅喫水砲艦）

第二期拡張：伏見、隅田
- 砲艦 伏見
- 砲艦 墨田

二等砲艦（浅喫水砲艦）：宇治

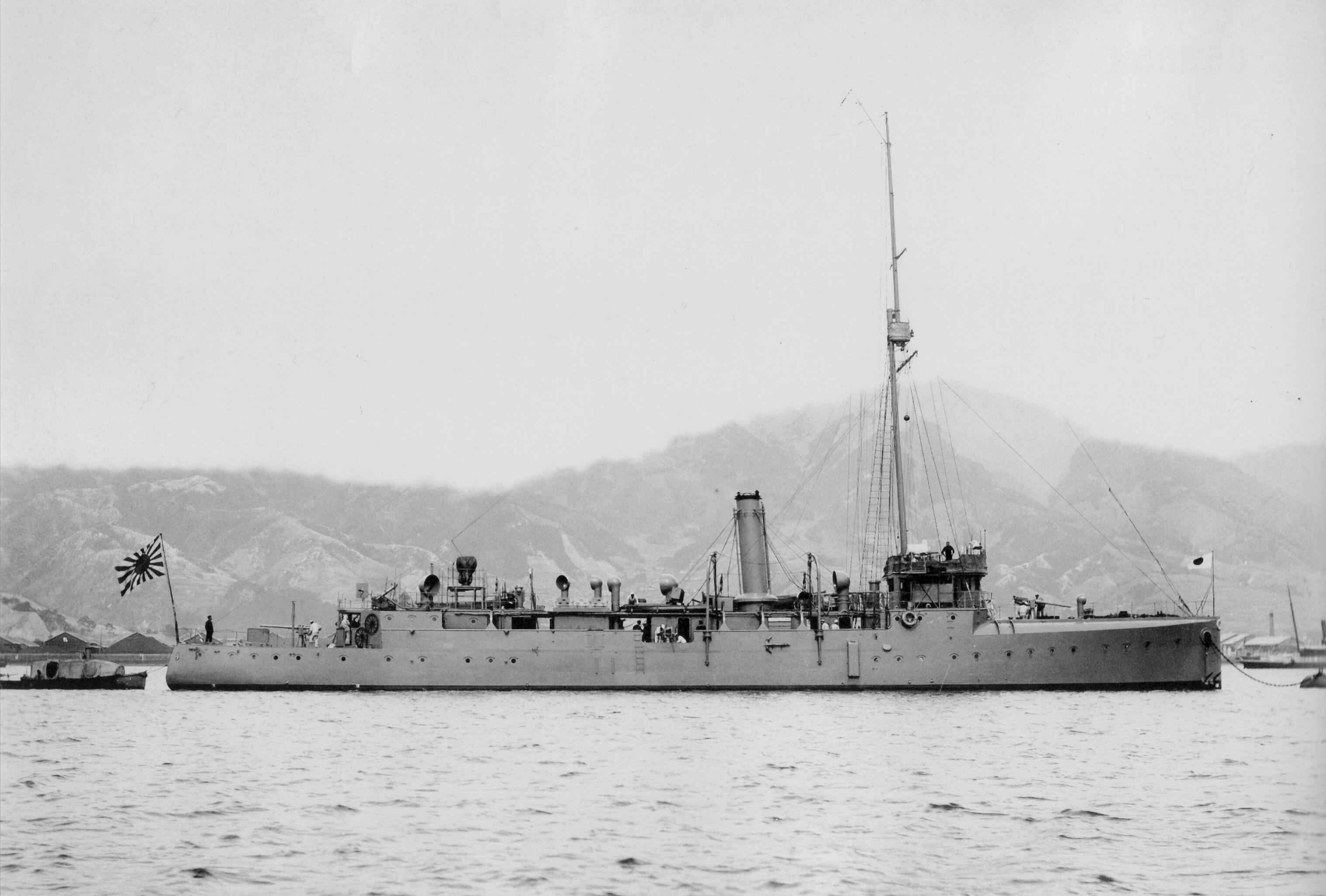
二等砲艦 宇治

駆逐艦

第一期拡張：雷型駆逐艦（雷、電、曙、漣）、東雲型駆逐艦（東雲、叢雲、夕霧、不知火）

第二期拡張：雷型駆逐艦（朧、霓）、東雲型駆逐艦（陽炎、薄雲）、暁型駆逐艦（暁、霞）、白雲型駆逐艦（白雲、朝潮）、春雨型駆逐艦（春雨、村雨、速鳥、朝霧、有明、吹雪、霰）

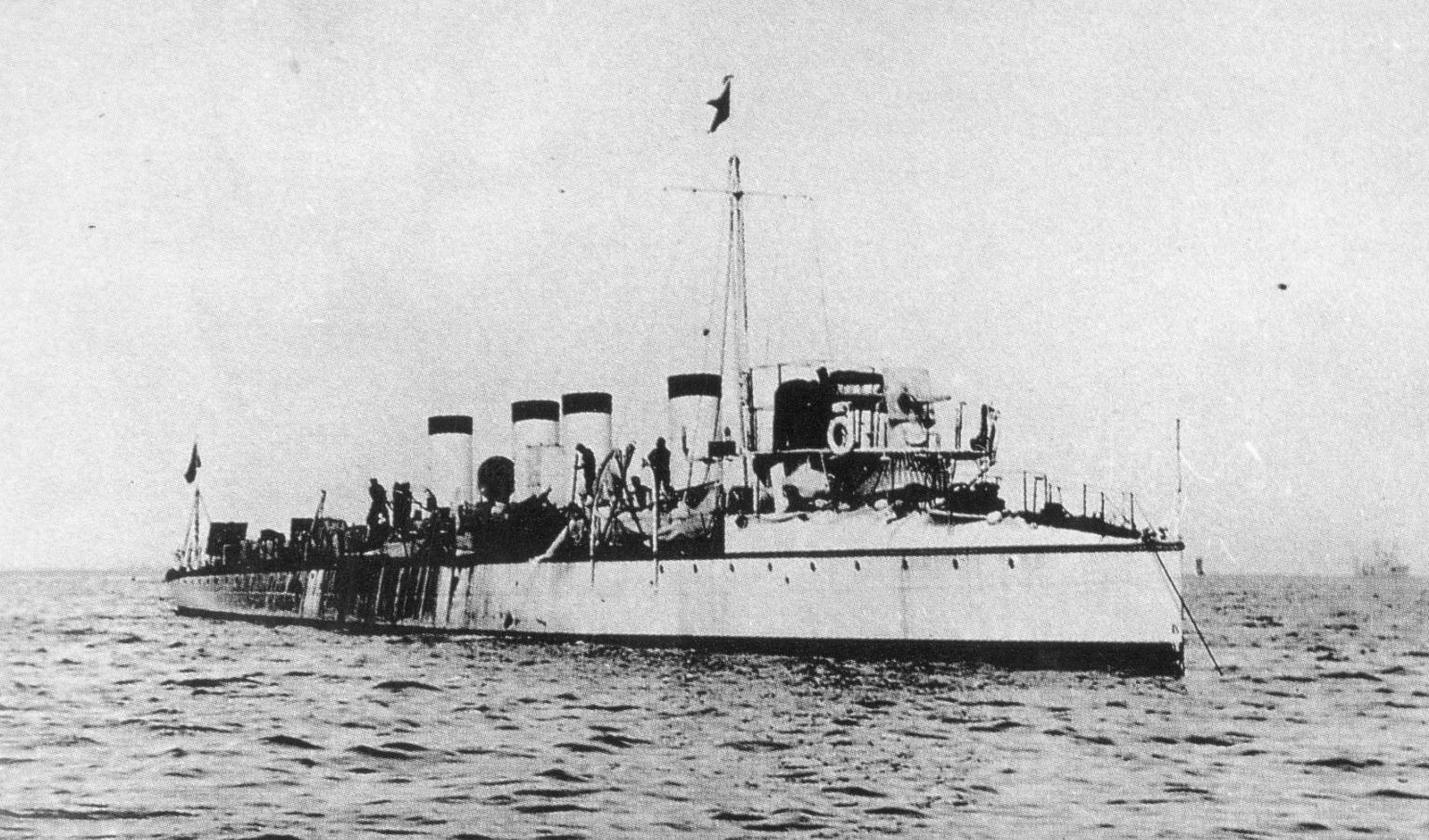
雷型駆逐艦 雷
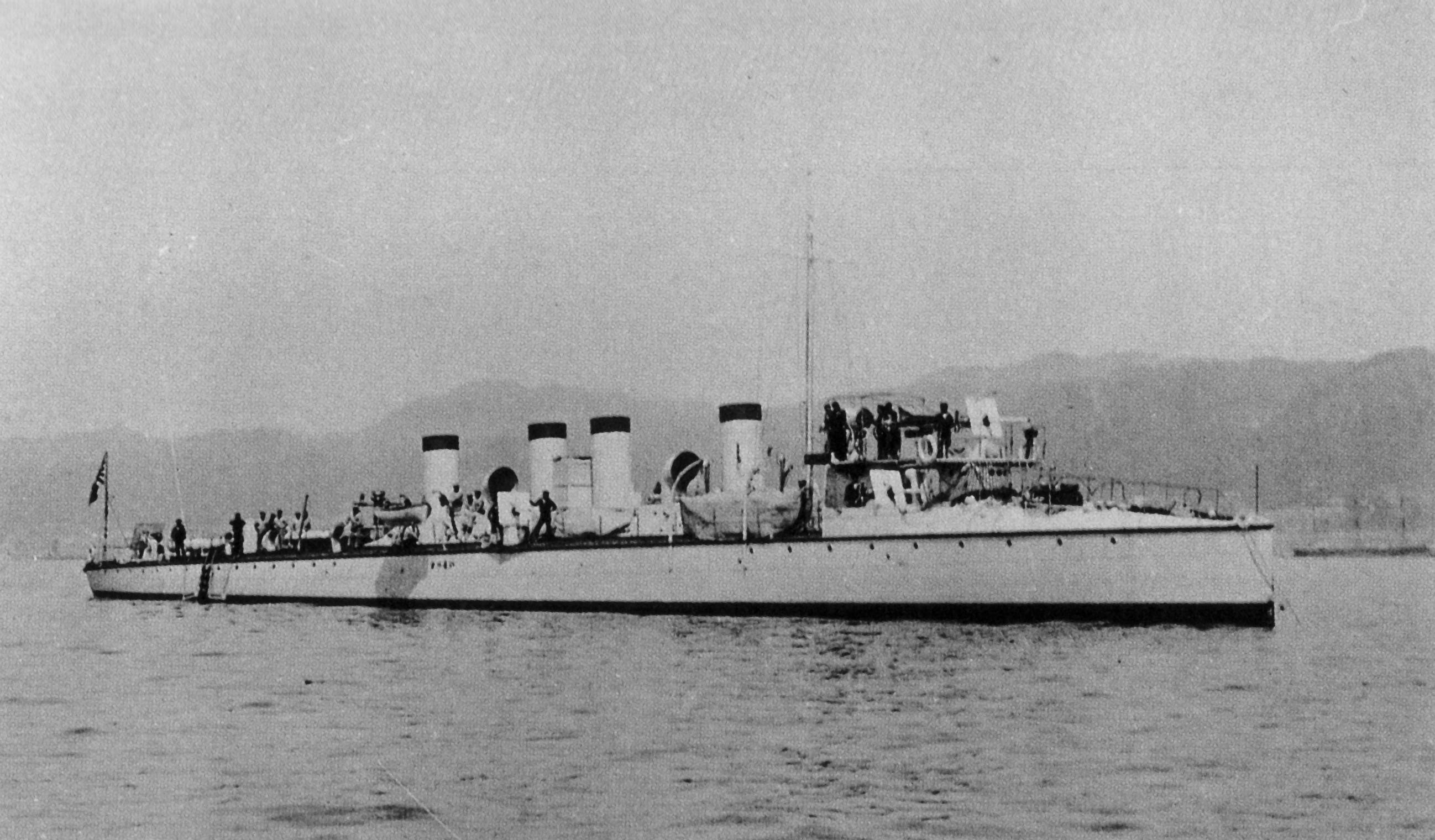
雷型駆逐艦 電
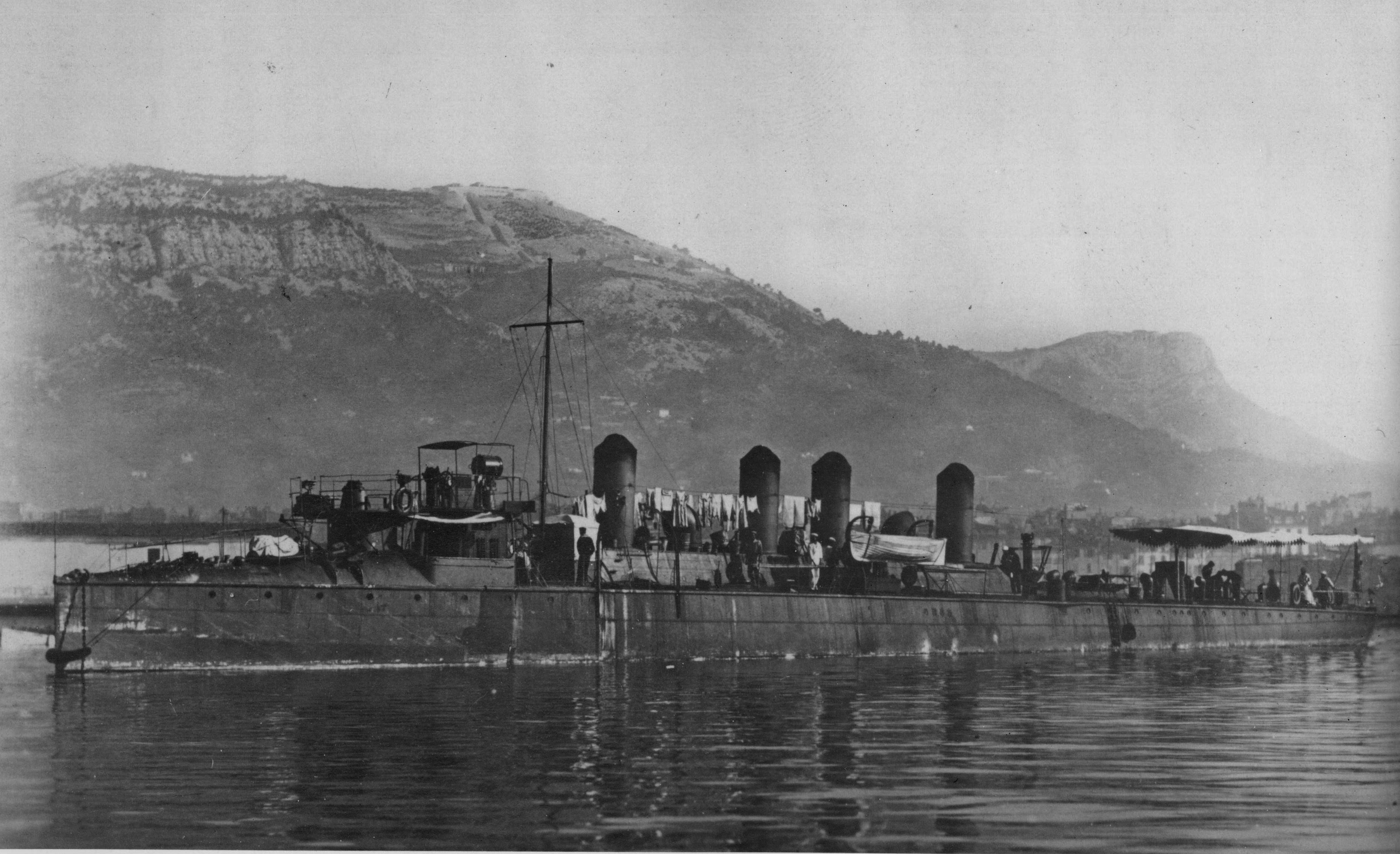
雷型駆逐艦 曙
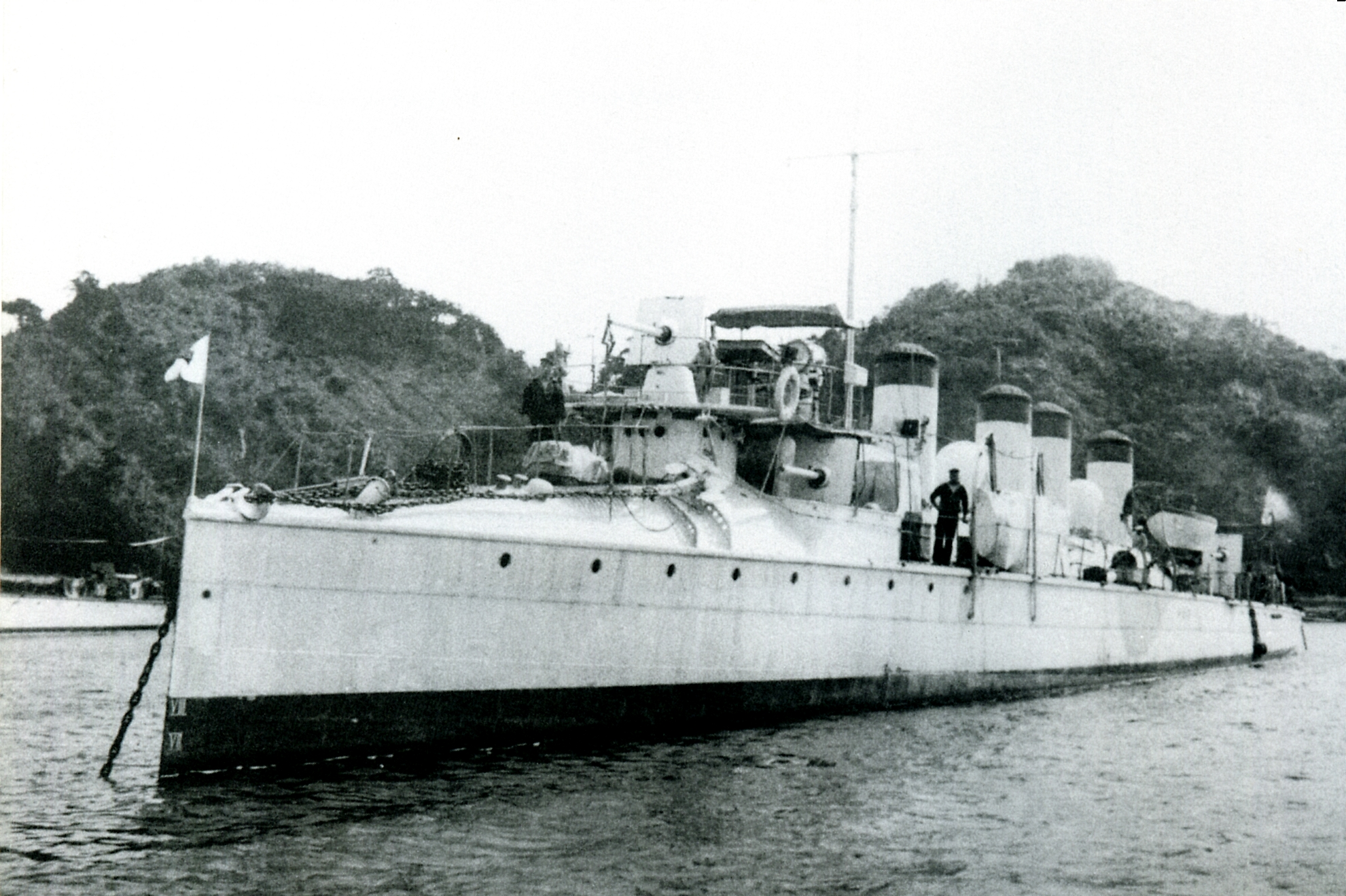
雷型駆逐艦　漣
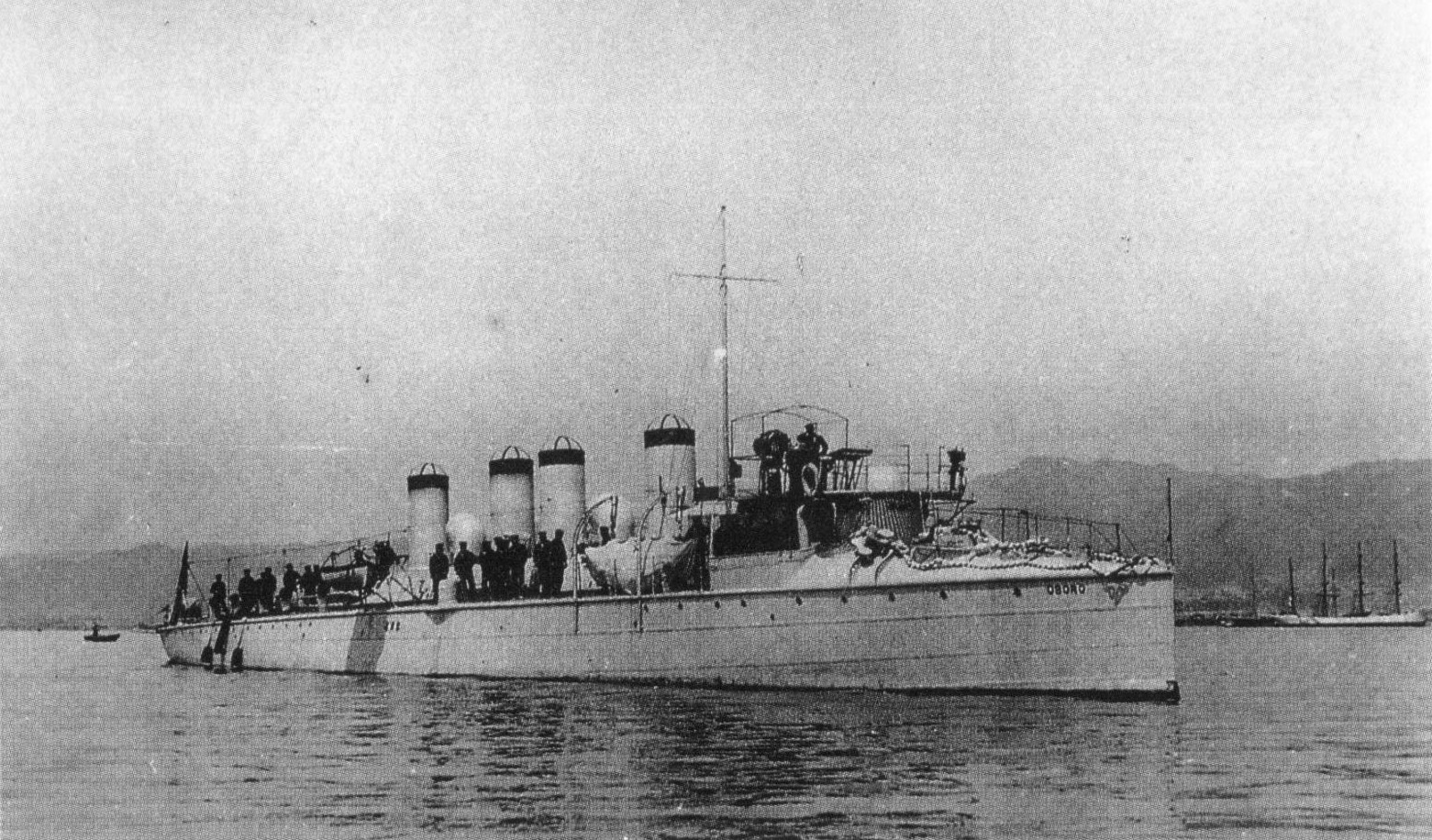
雷型駆逐艦　朧

- 東雲型駆逐艦 東雲
- 東雲型駆逐艦 叢雲
- 東雲型駆逐艦 夕霧
- 東雲型駆逐艦 不知火
- 東雲型駆逐艦 陽炎
- 東雲型駆逐艦 薄雲

- 白雲型駆逐艦 白雲
- 白雲型駆逐艦 朝潮

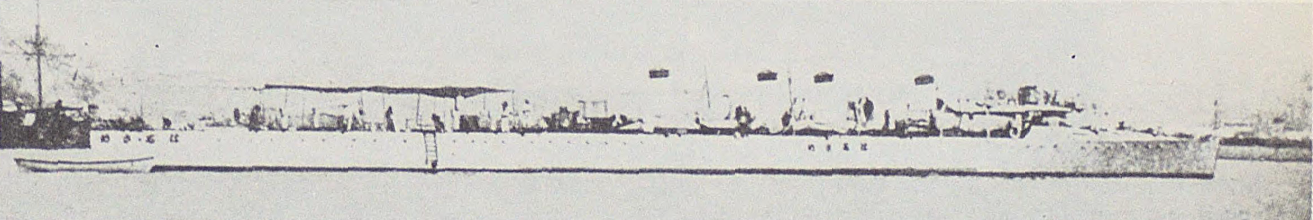
春雨型駆逐艦 春雨
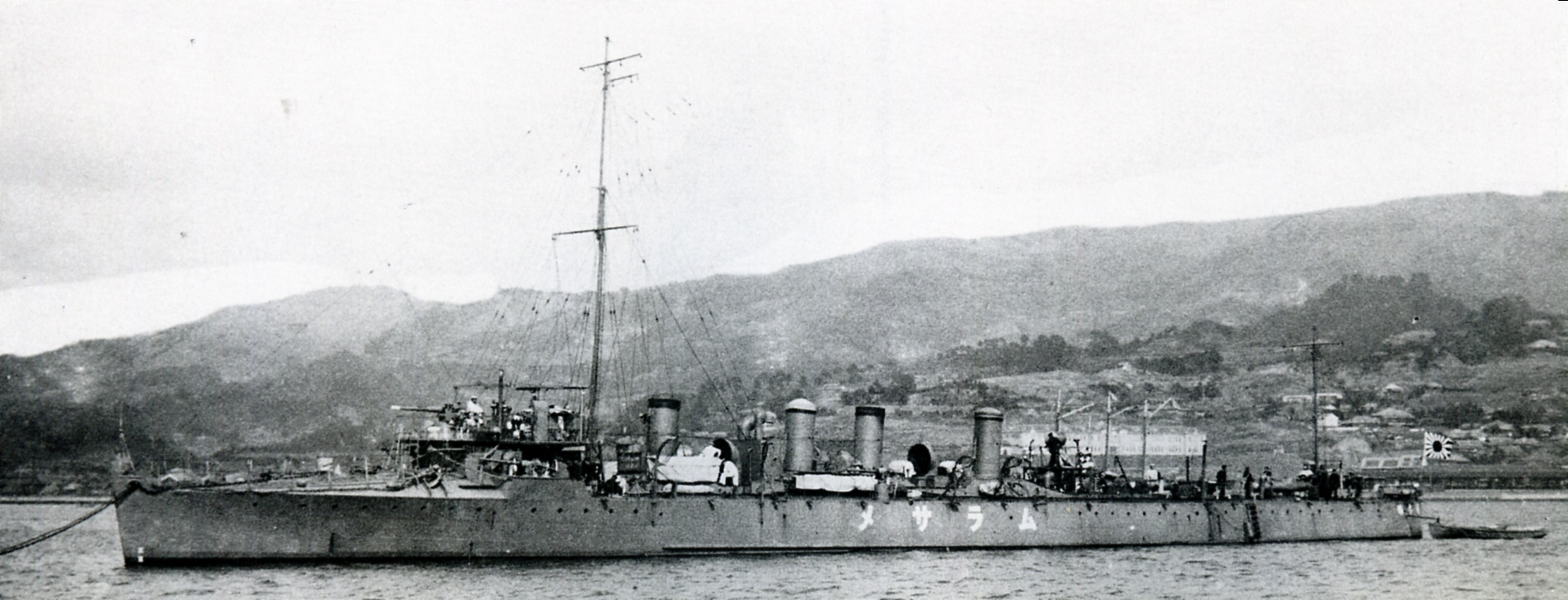
春雨型駆逐艦 村雨
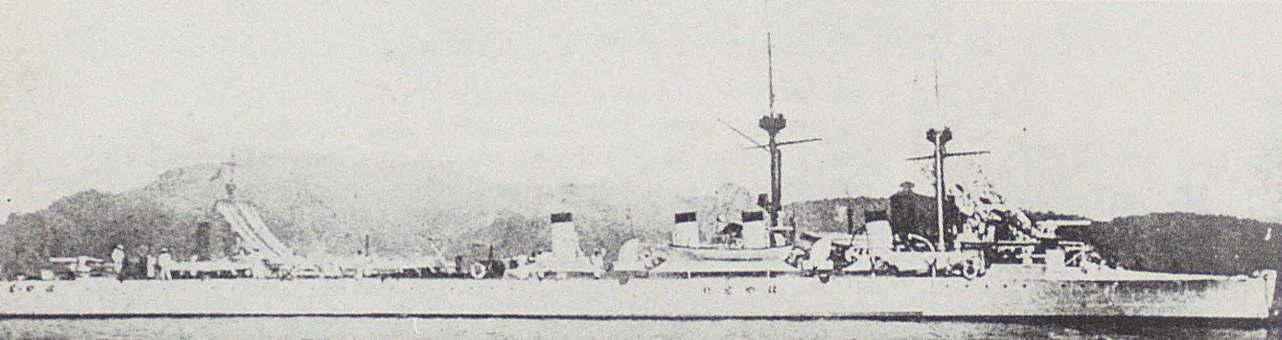
春雨型駆逐艦 速鳥
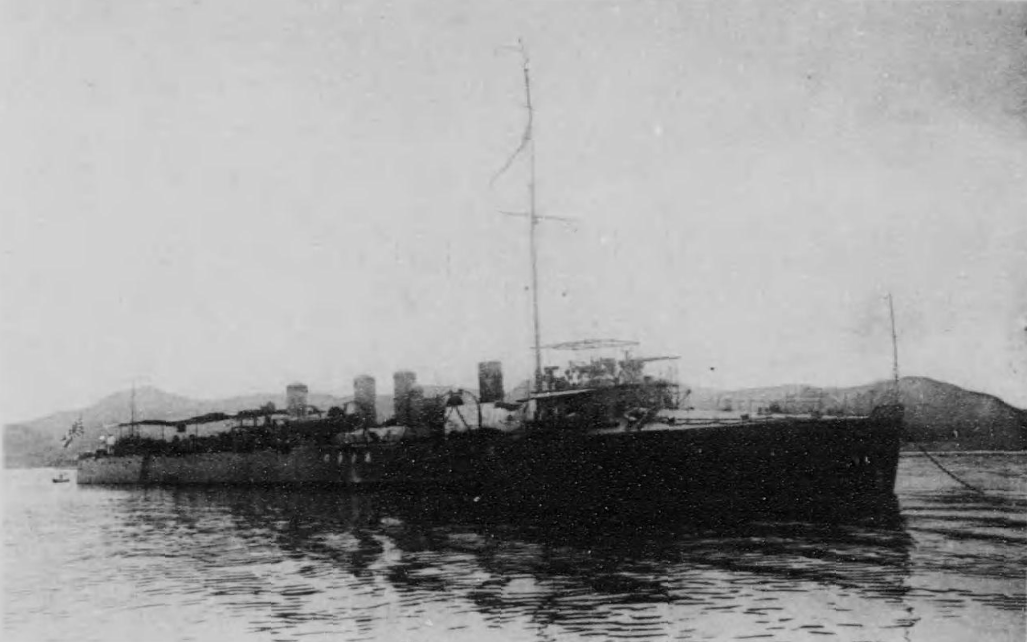
春雨型駆逐艦 朝霧
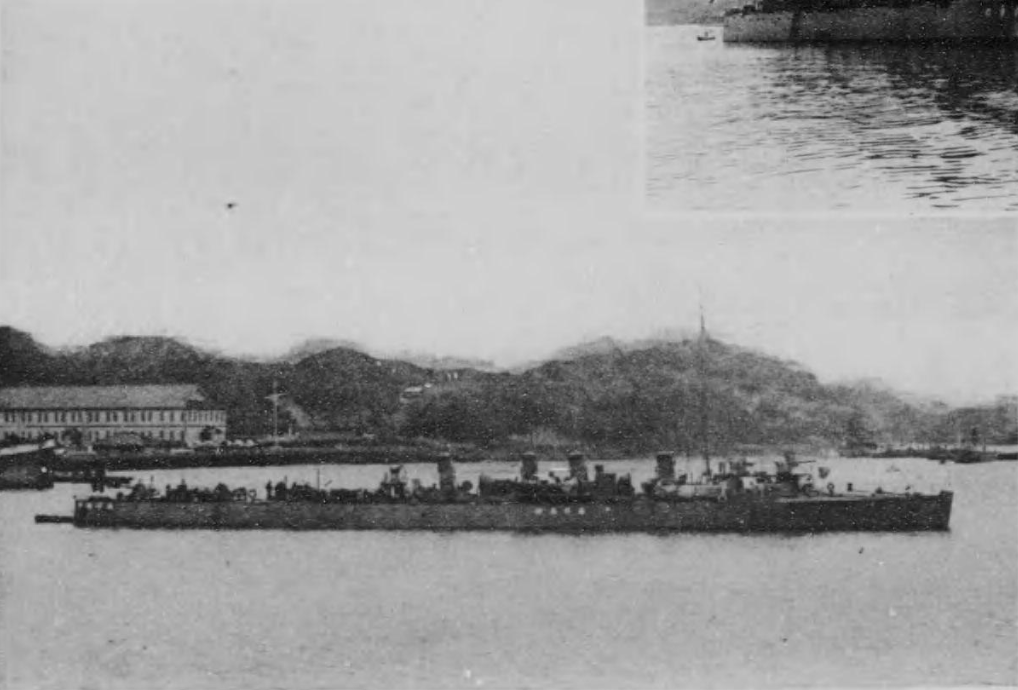
春雨型駆逐艦 有明
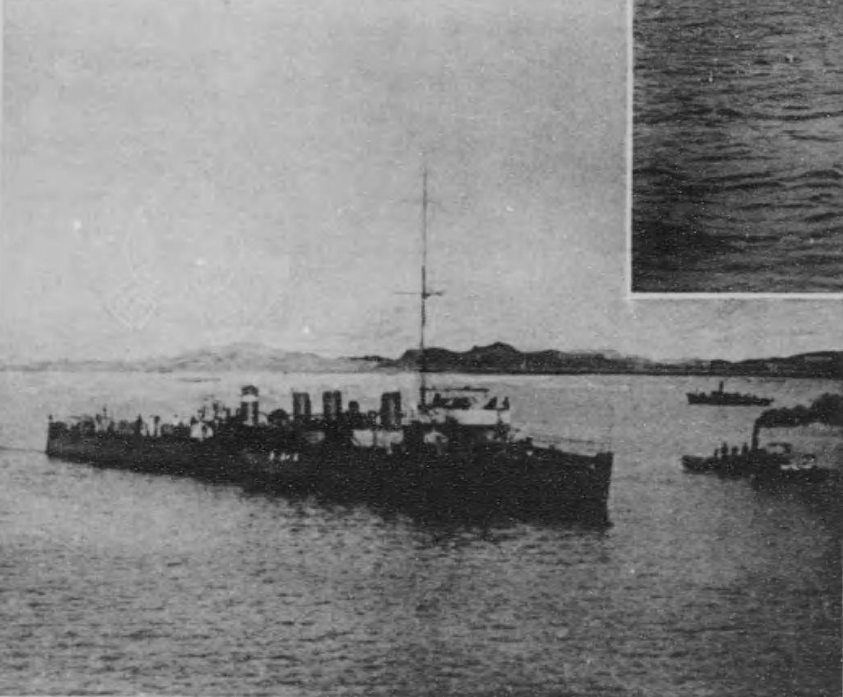
春雨型駆逐艦 吹雪
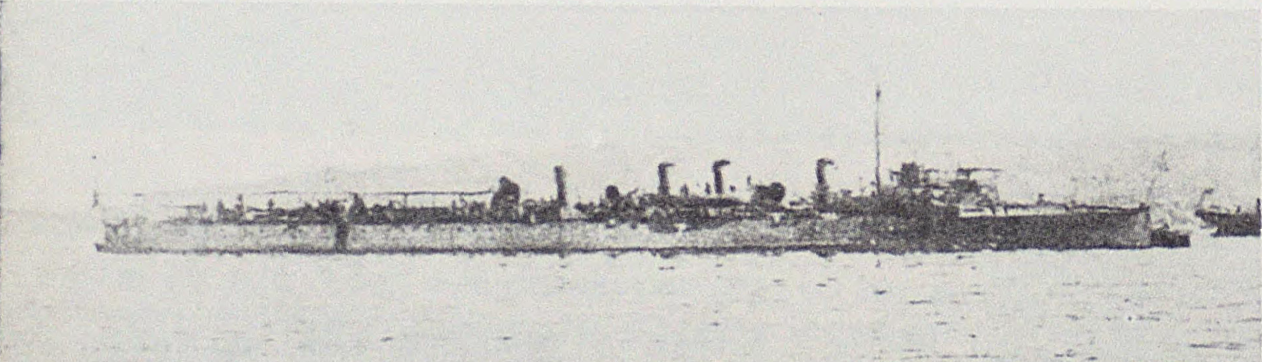
春雨型駆逐艦 霰

一等水雷艇

第一期拡張：隼型水雷艇（隼、鵲、真鶴、千鳥、雁）

第二期拡張：隼型水雷艇（蒼鷹、白鷹、鴿、燕、雲雀、雉、鷺、鶉、鷗、鷂、鴻）

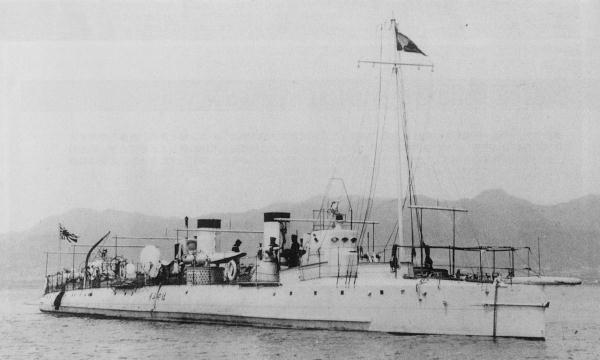
隼型水雷艇　隼
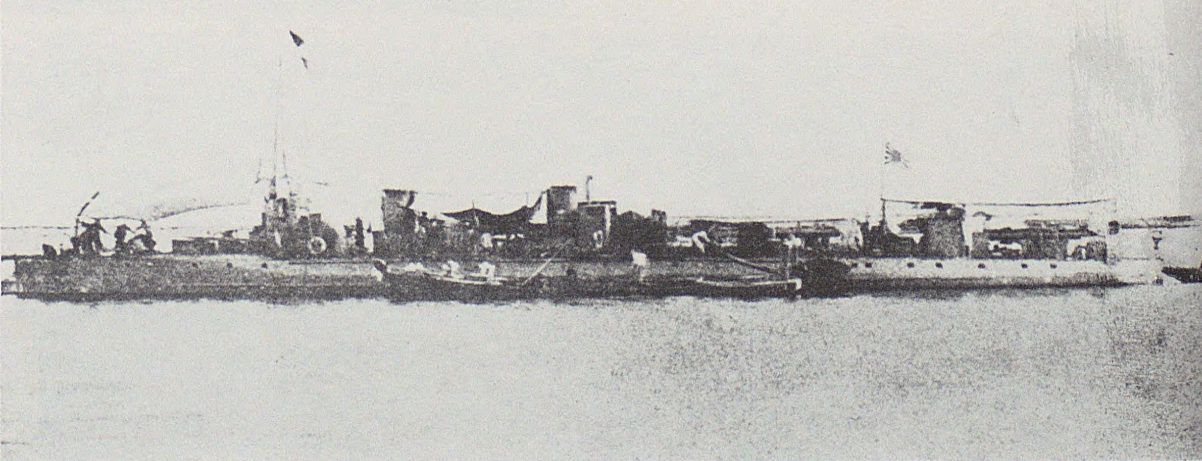
隼型水雷艇　鵲
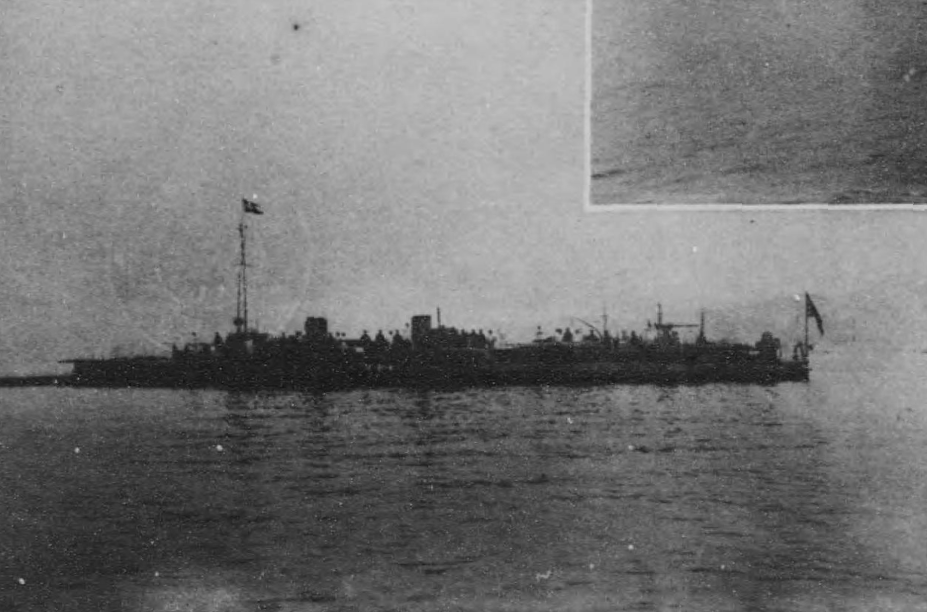
隼型水雷艇　千鳥
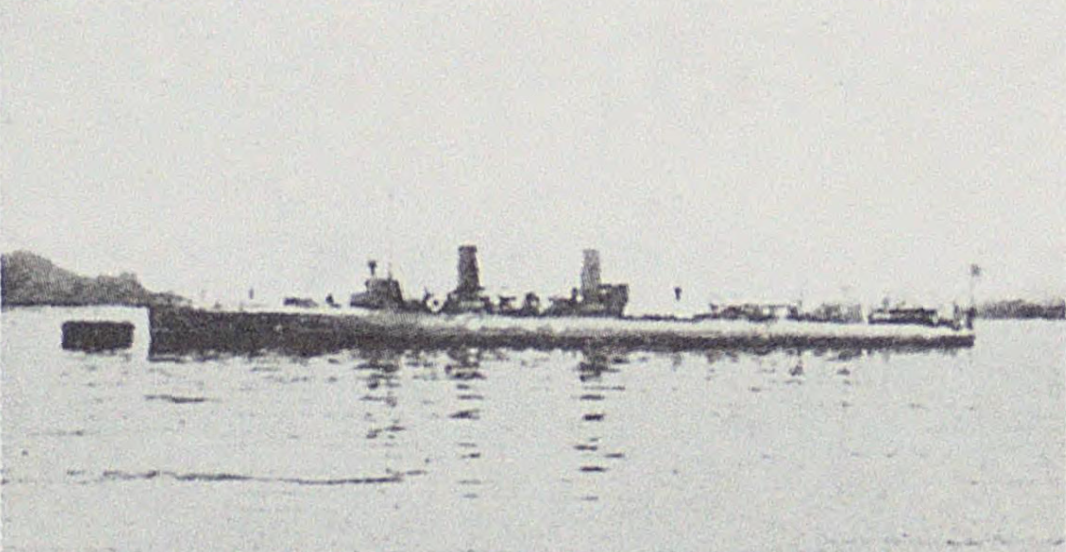
隼型水雷艇　真鶴
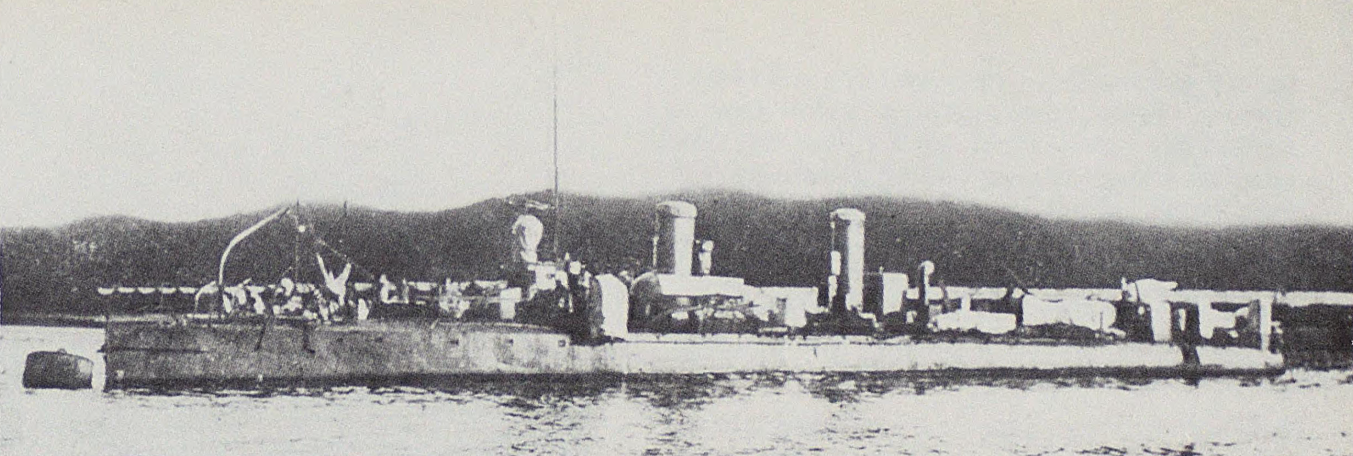
隼型水雷艇　雁
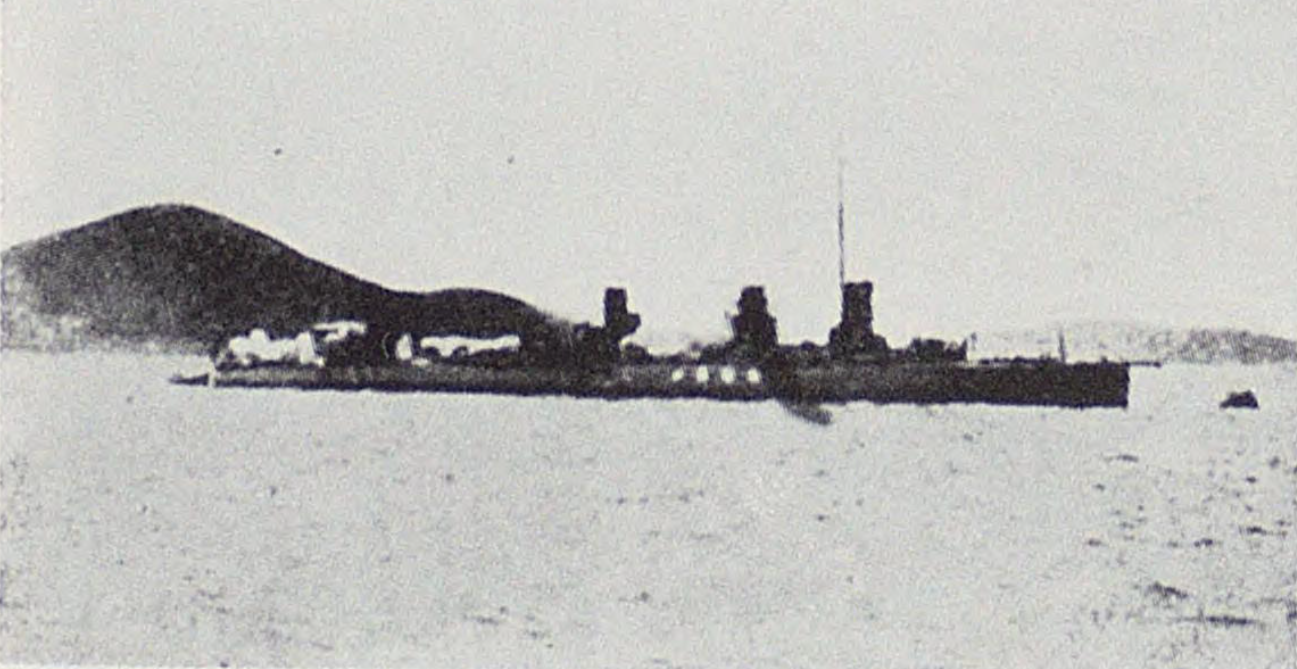
隼型水雷艇　蒼鷹
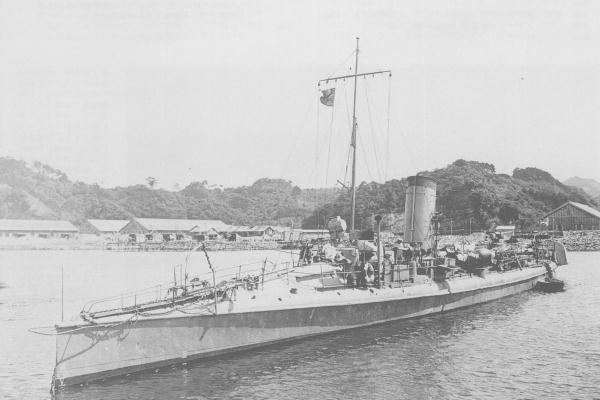
隼型水雷艇　白鷹
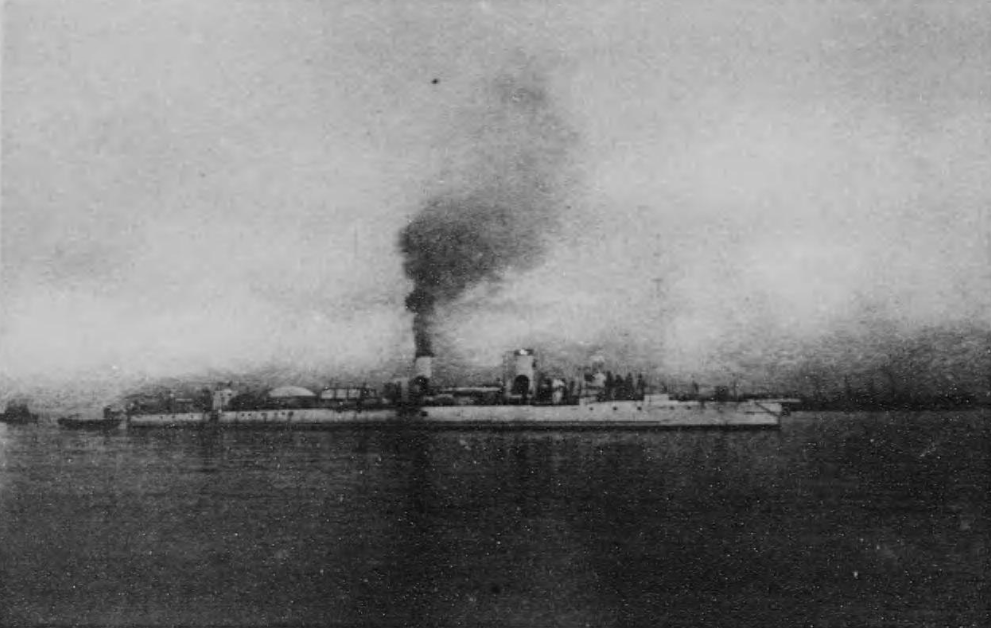
隼型水雷艇　鴿
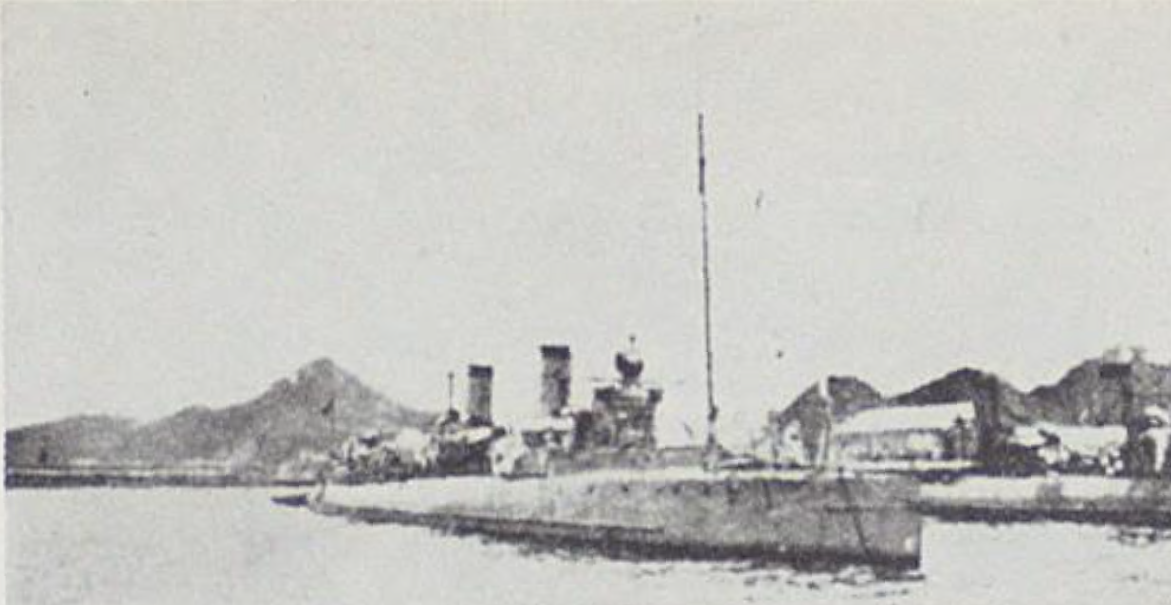
隼型水雷艇　燕
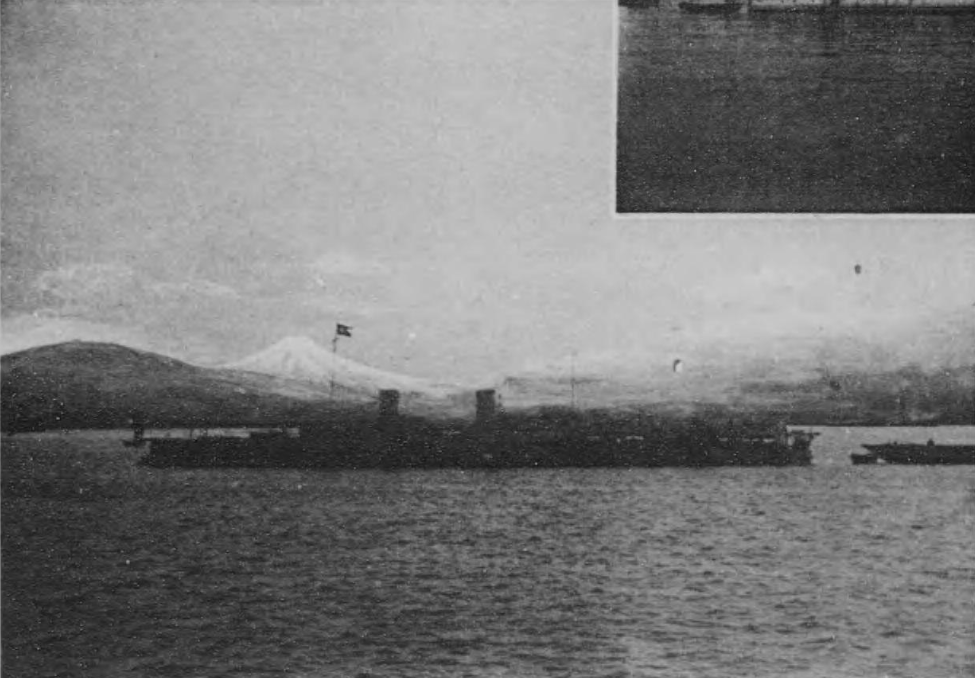
隼型水雷艇　雲雀
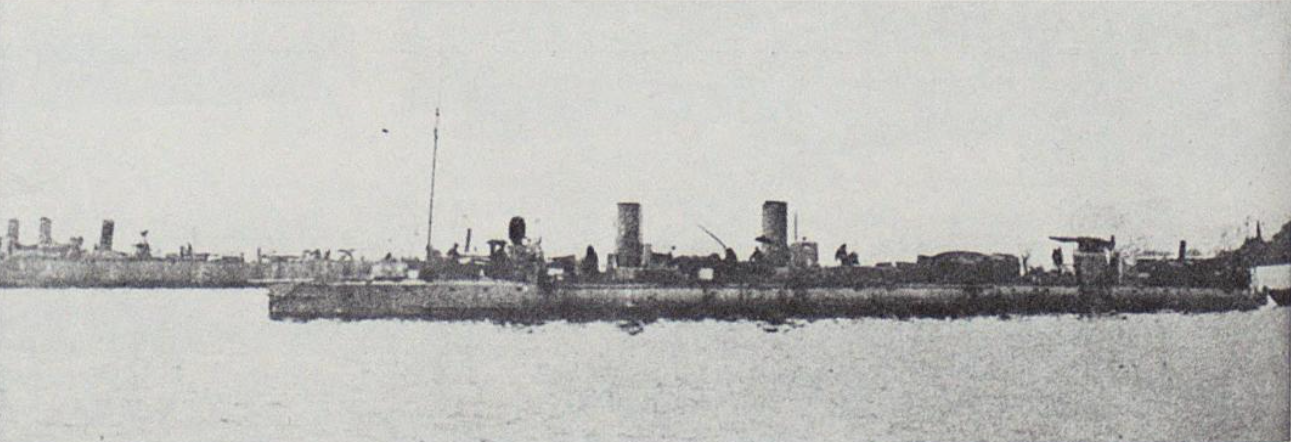
隼型水雷艇　雉
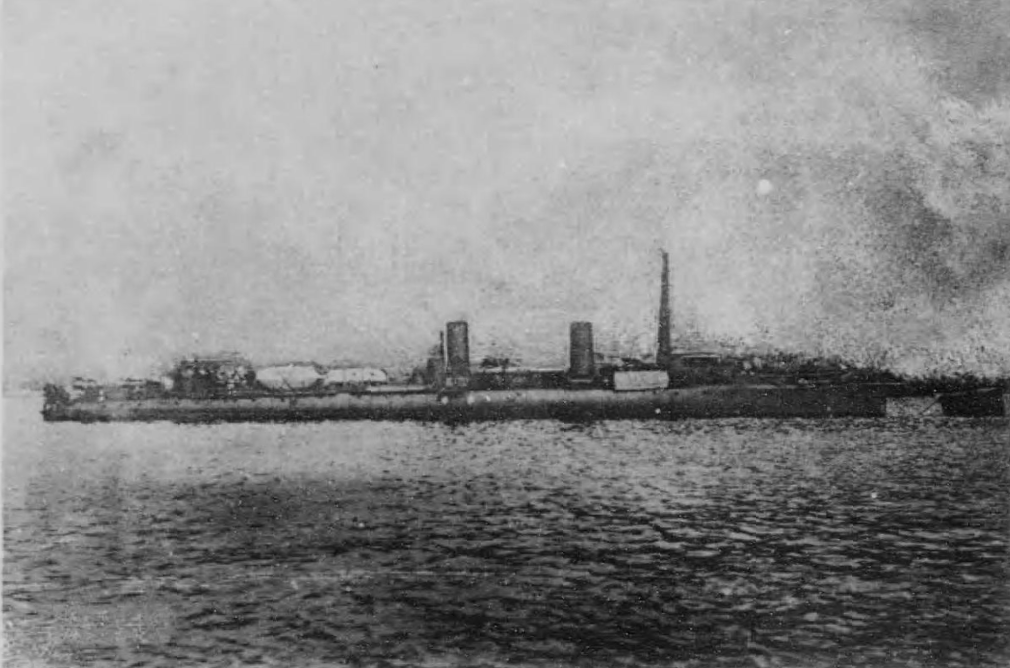
隼型水雷艇　鷺
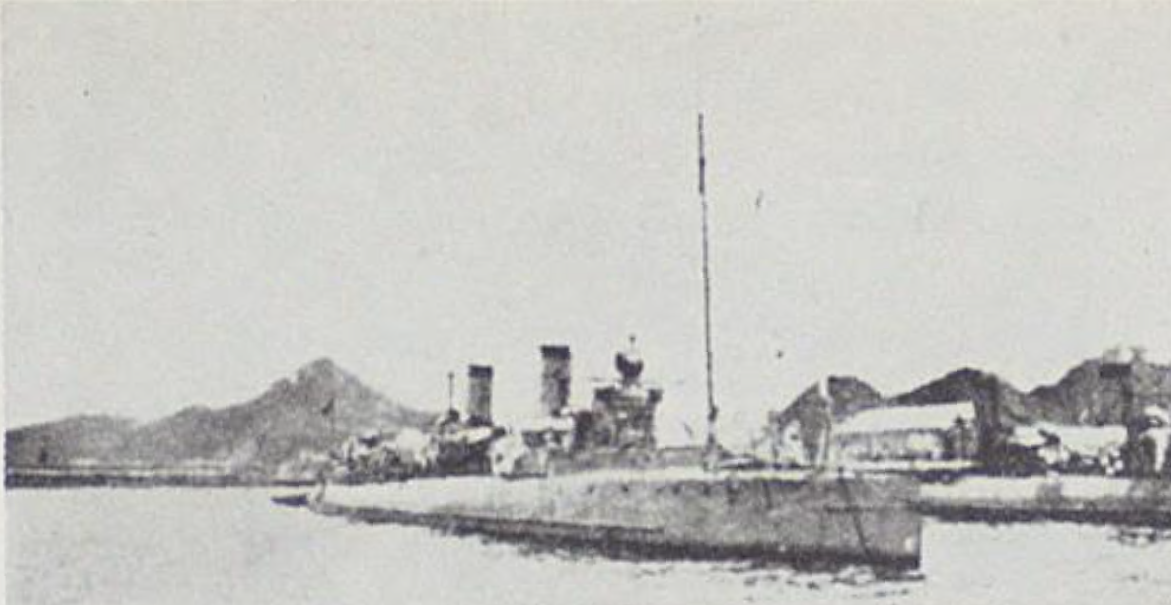
隼型水雷艇　鷗
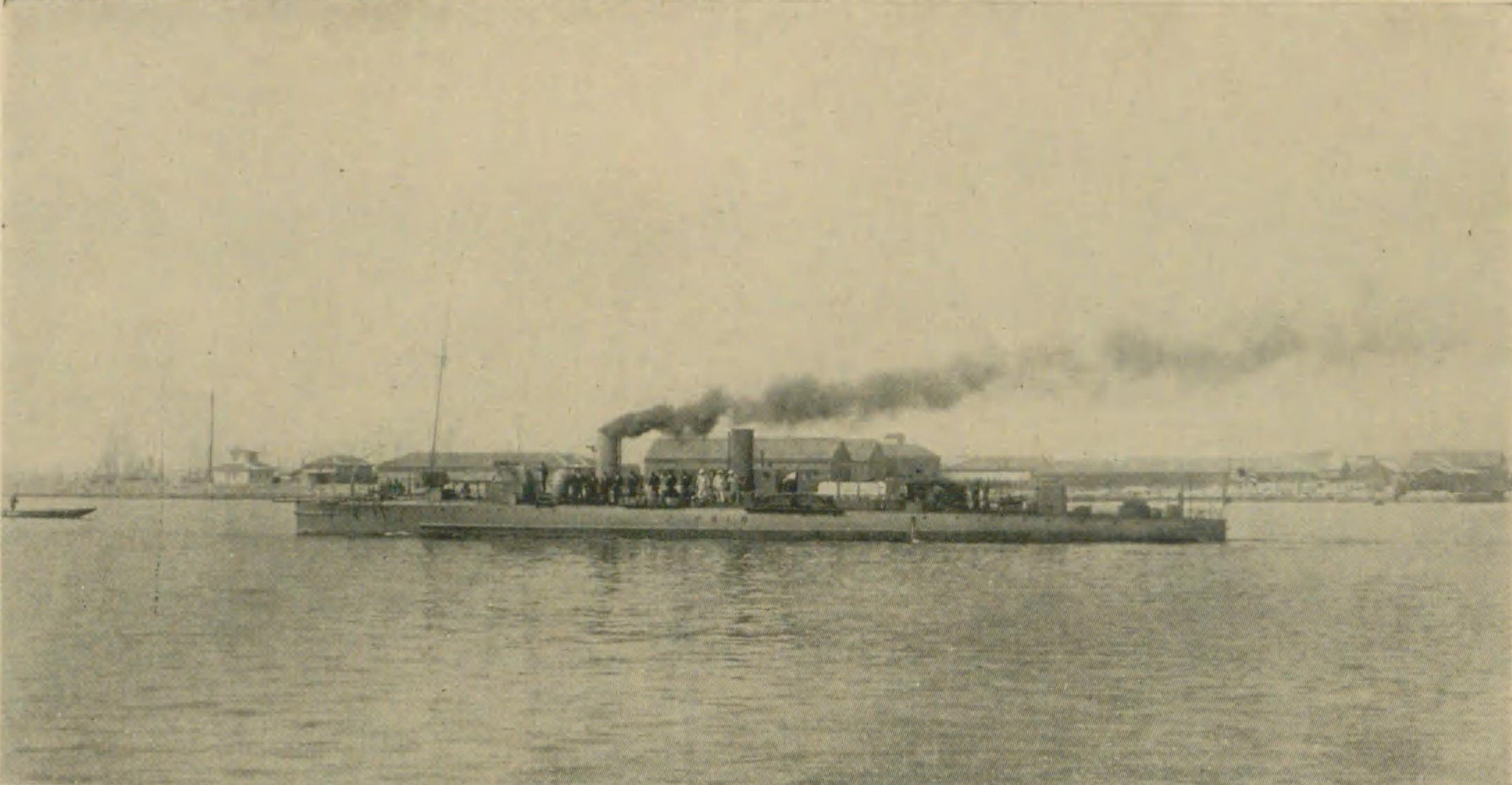
隼型水雷艇　鷂

二等水雷艇

第一期拡張：第二十二号型水雷艇（第31号、第32号、第33号、第34号、第35号、第36号、第37号、第38号、第44号、第45号、第46号、第47号、第48号、第49号、第60号、第61号）、第二十九号型水雷艇（第29号、第30号）、第三十九号型水雷艇（第39号、第40号、第41号、第42号、第43号、第62号、第63号、第64号、第65号、第66号）

第二期拡張：第六十七号型水雷艇（第67号、第68号、第69号、第70号、第71号、第72号、第73号、第74号、第75号）

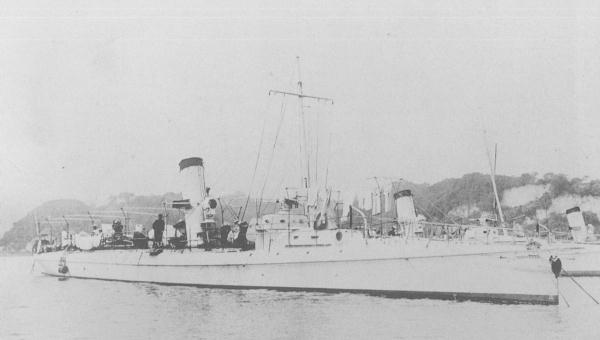
第22号型水雷艇
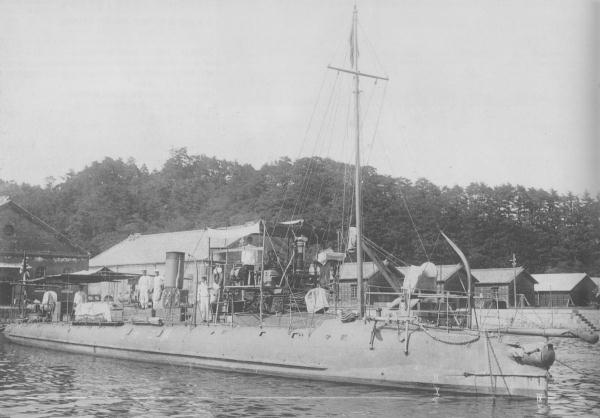
第29号型水雷艇
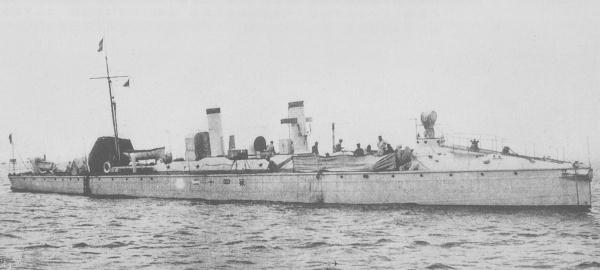
第39号型水雷艇
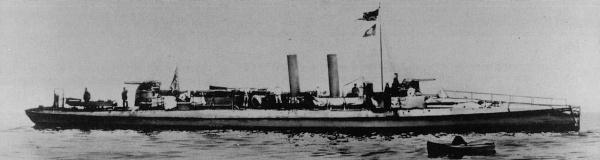
第67号型水雷艇

三等水雷艇
第一期拡張：第五十号型水雷艇（第50号、第51号、第52号、第53号、第54号、第55号）

第二期拡張：第五十号型水雷艇（第56号、第57号、第58号、第59号）

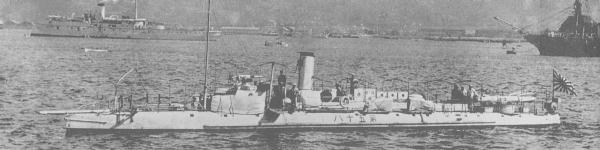
第50号型水雷艇

### 六六艦隊計画

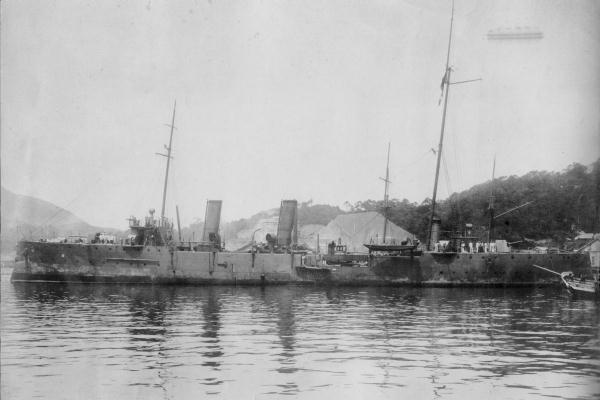
通報艦 千早

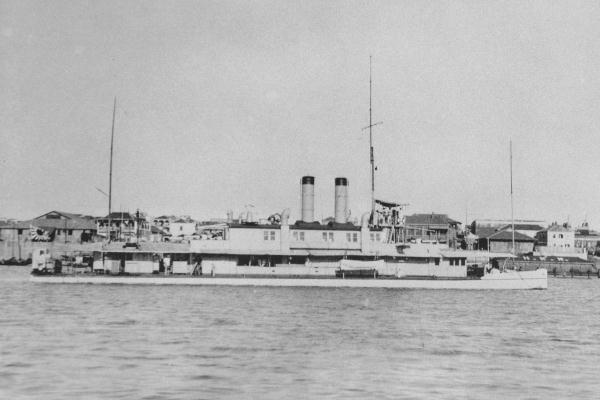
砲艦 伏見
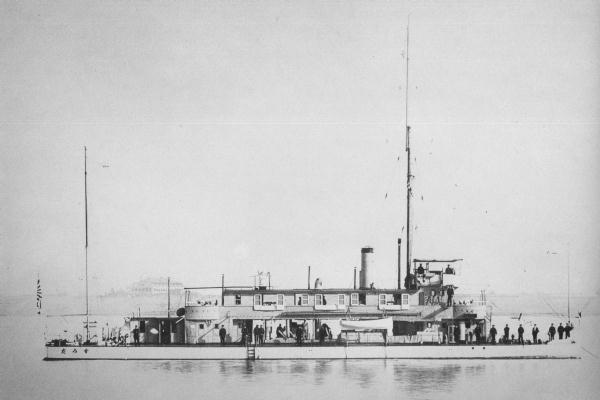
砲艦 墨田

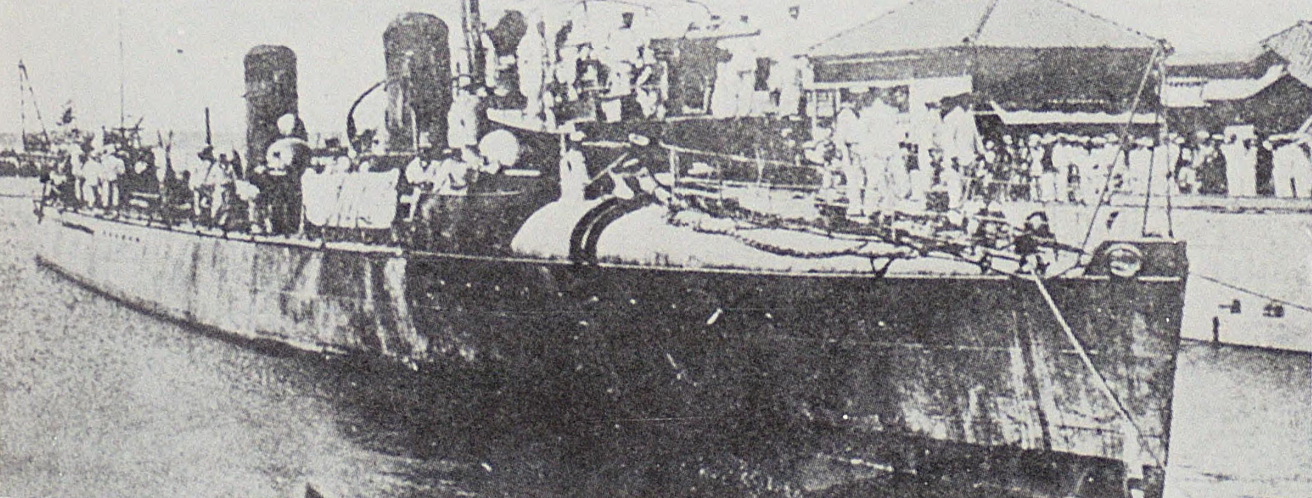
東雲型駆逐艦 東雲
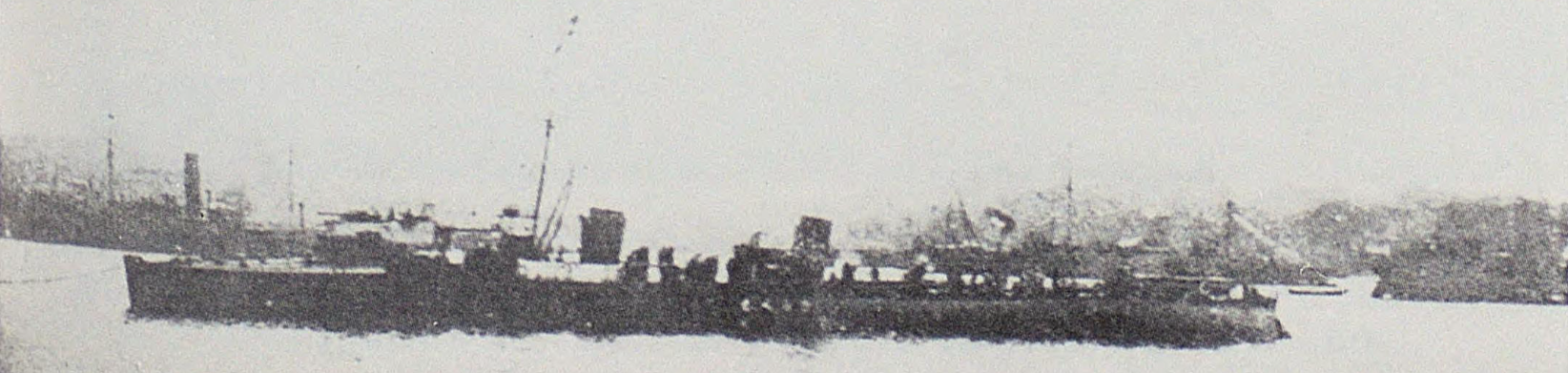
東雲型駆逐艦 叢雲
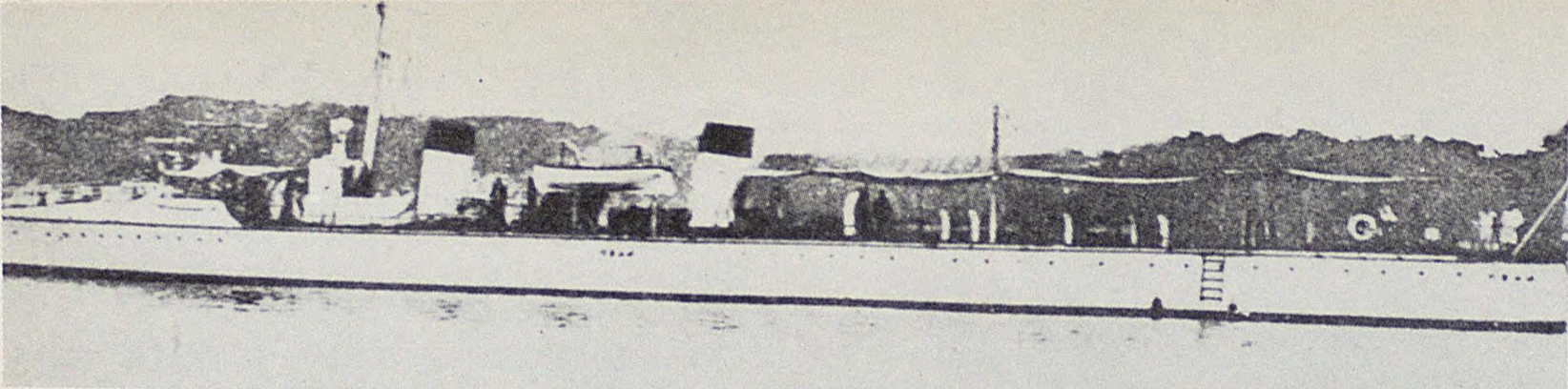
東雲型駆逐艦 夕霧
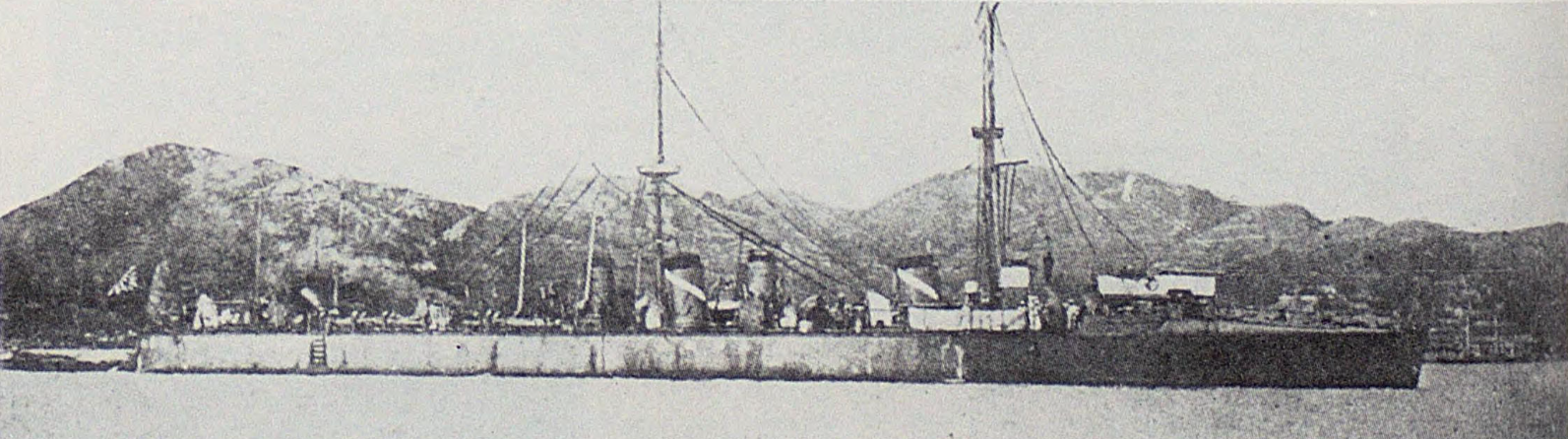
東雲型駆逐艦 不知火
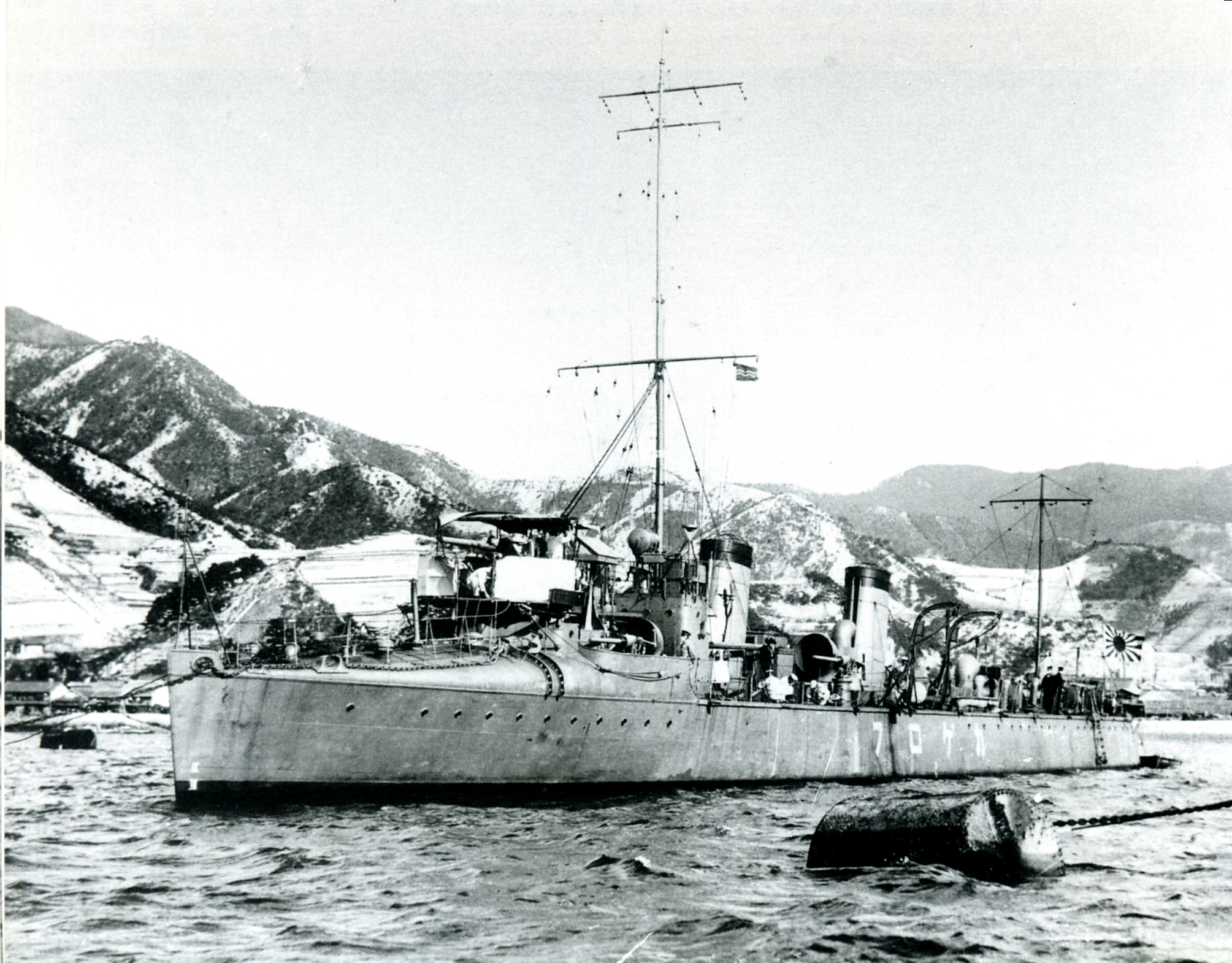
東雲型駆逐艦 陽炎
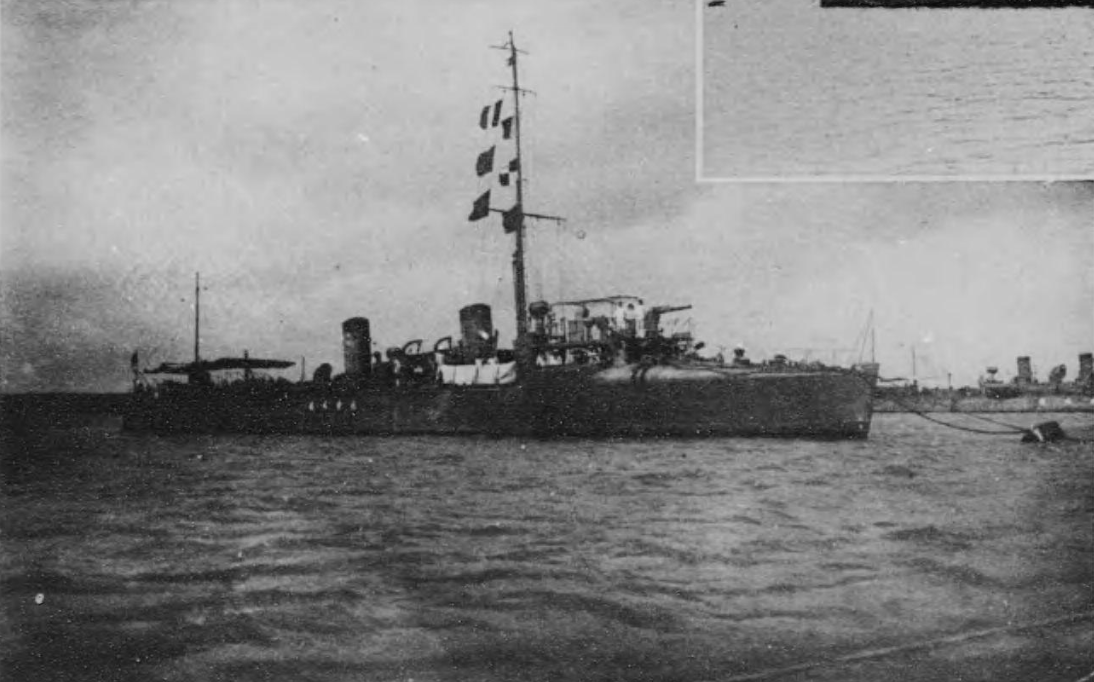
東雲型駆逐艦 薄雲

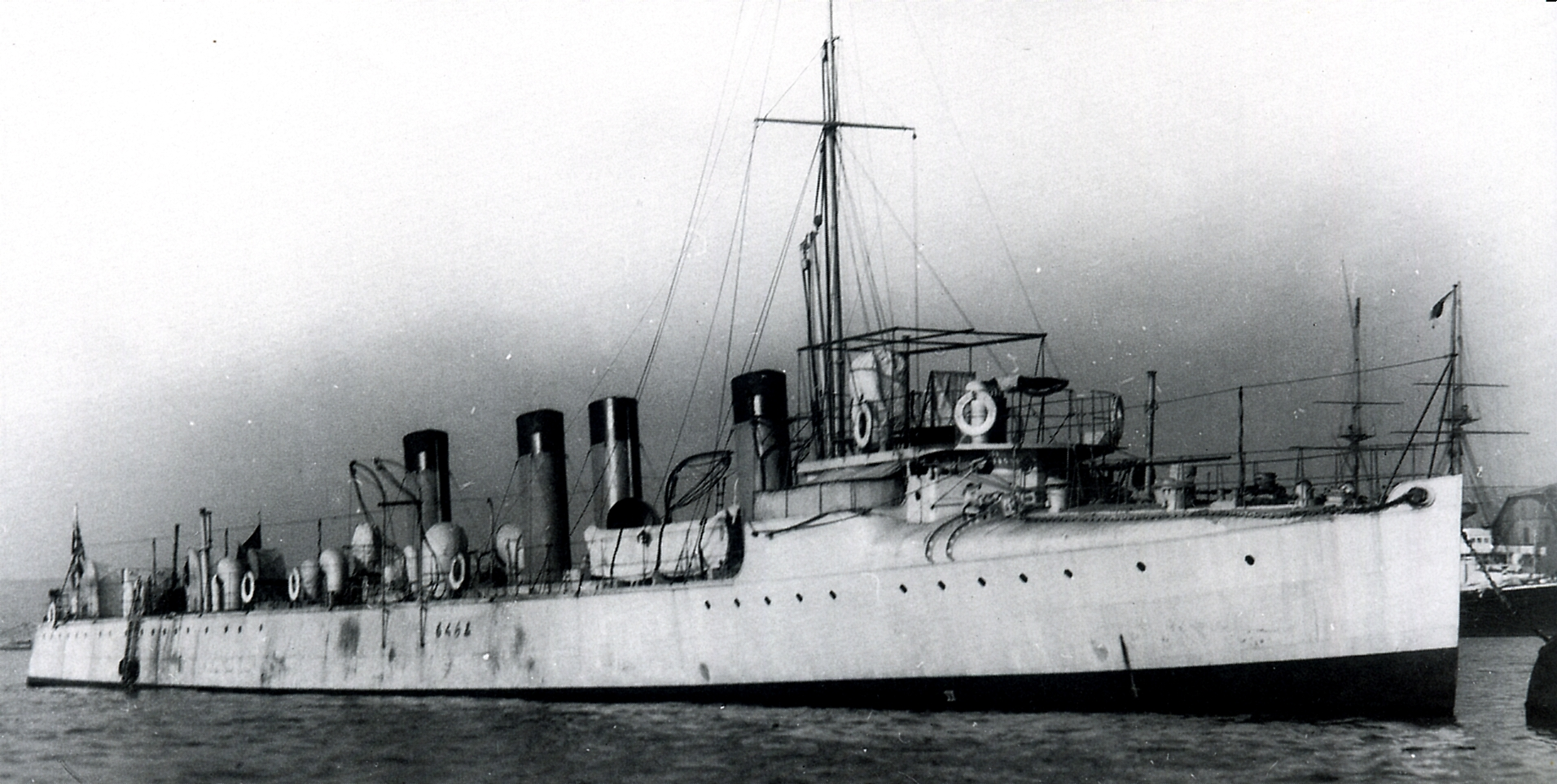
白雲型駆逐艦 白雲
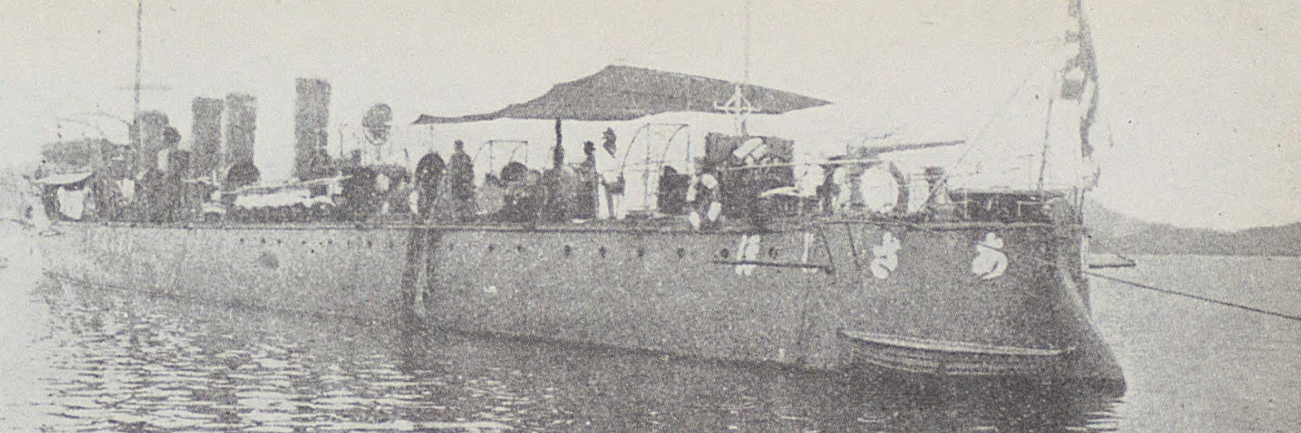
白雲型駆逐艦 朝潮

### 第三期拡張計画（1903～1910）[注 1]
| 艦種       | 計画 | 計画 | 建造                  | 建造                  |
| 艦種       | 計画 | 計画 | ～1910年 （明治43年） | 1910年～ （明治43年） |
| ---------- | ---- | ---- | --------------------- | --------------------- |
| 戦艦       | 3    | 3    | 2                     | 1                     |
| 一等巡洋艦 | 3    | 3    | 1                     | 2                     |
| 二等巡洋艦 | 2    |      |                       |                       |
| 砲艦       |      | 1    |                       | 1                     |
| 駆逐艦     |      | 2    |                       | 2                     |

戦艦

1910年（明治43年）以前：香取型戦艦（香取、鹿島）

1911年（明治44年）以降：扶桑型戦艦（扶桑）

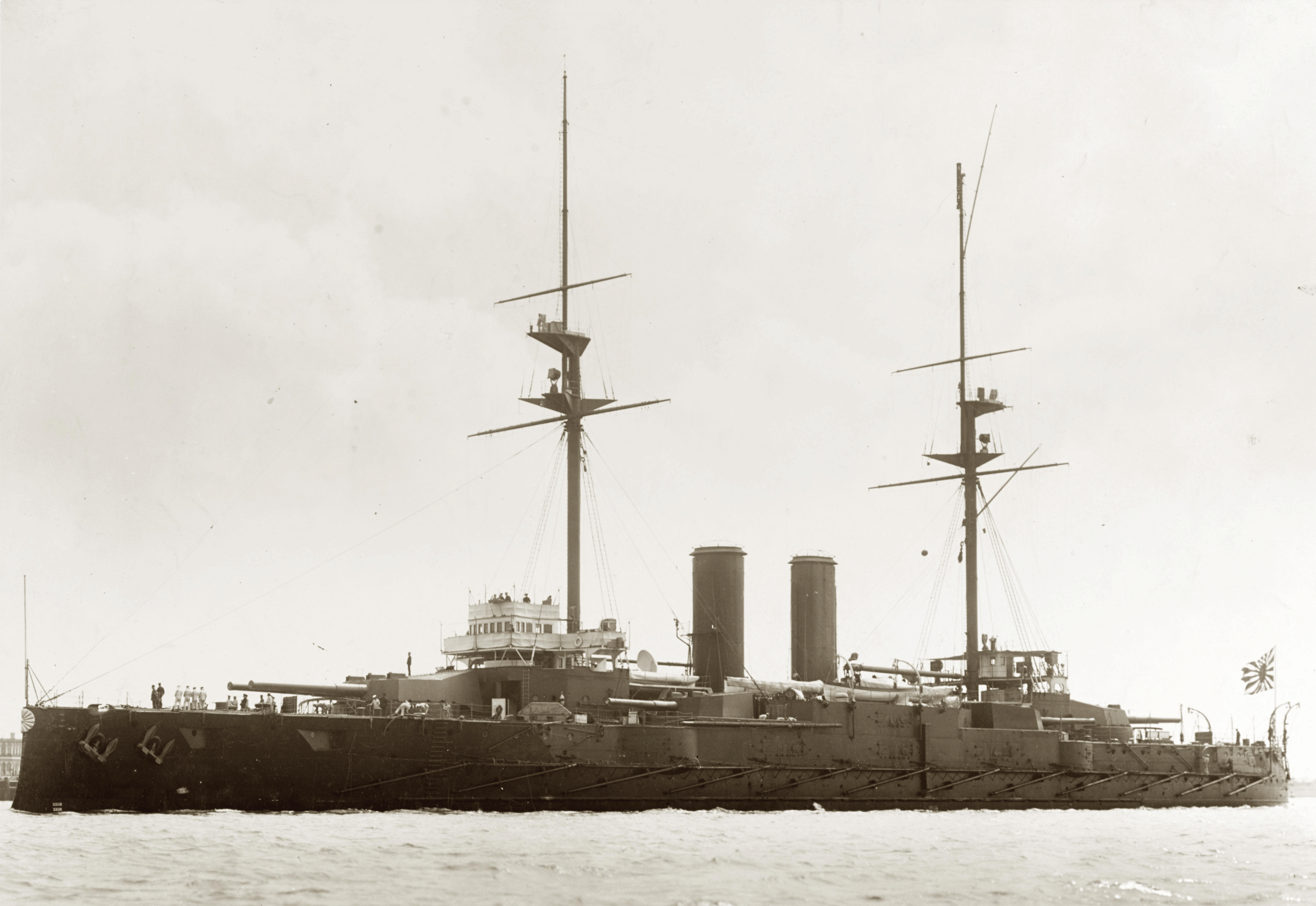
香取型戦艦　香取
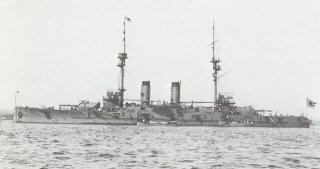
香取型戦艦　鹿島

一等巡洋艦
1910年（明治43年）以前：鞍馬型巡洋戦艦（伊吹）

1911年（明治44年）以降：金剛型巡洋戦艦（榛名、霧島）

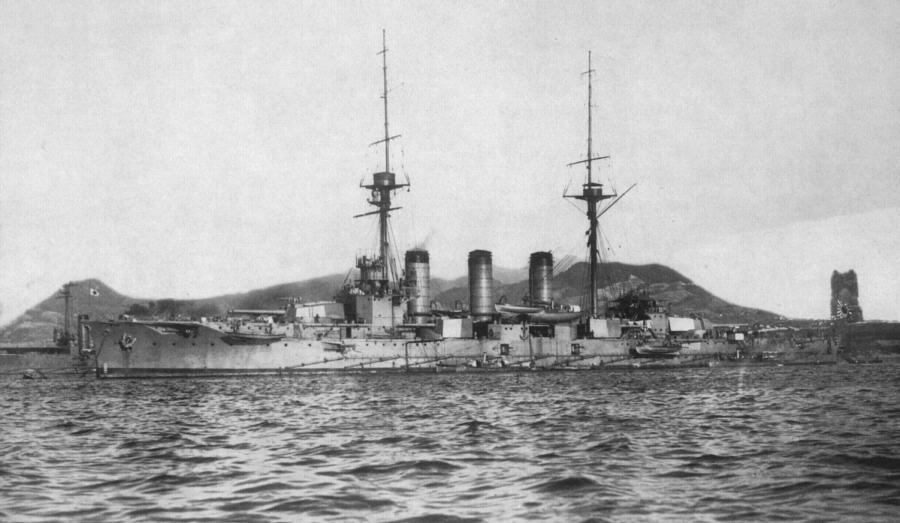
鞍馬型巡洋戦艦　鞍馬
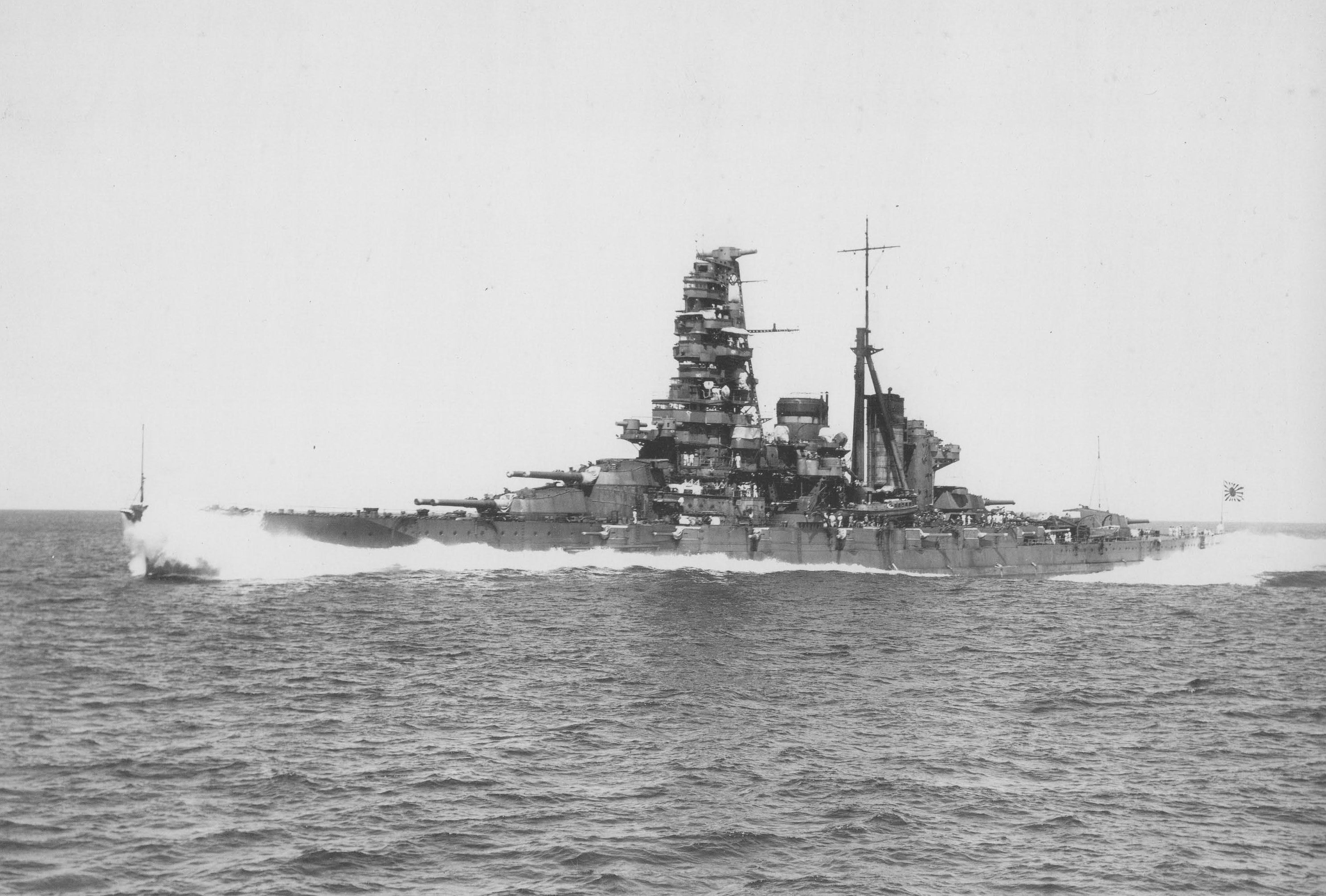
金剛型戦艦　榛名
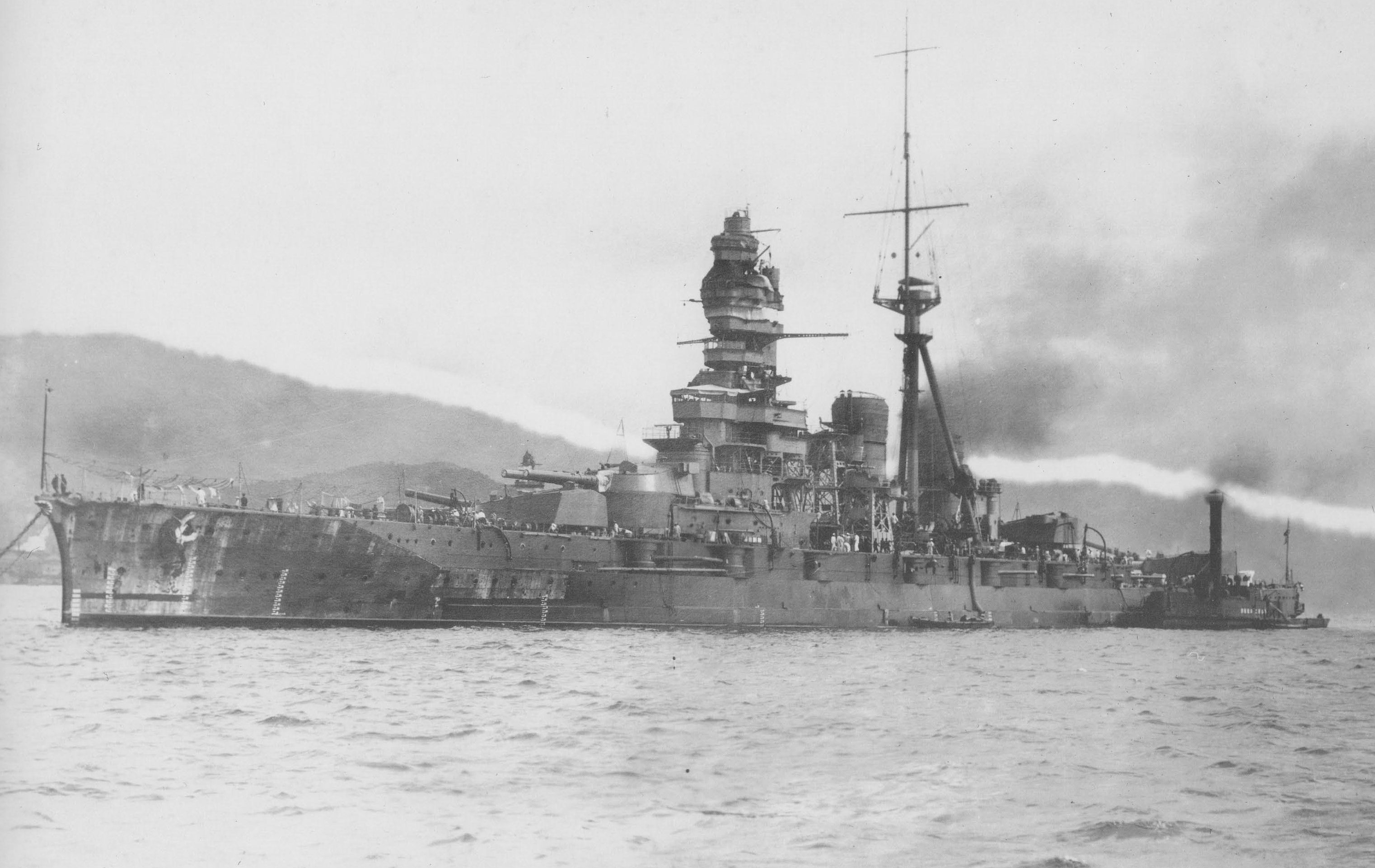
金剛型戦艦　霧島

砲艦
1911年（明治44年）以降：鳥羽
- 砲艦　鳥羽

駆逐艦
1911年（明治44年）以降：浦風、江風

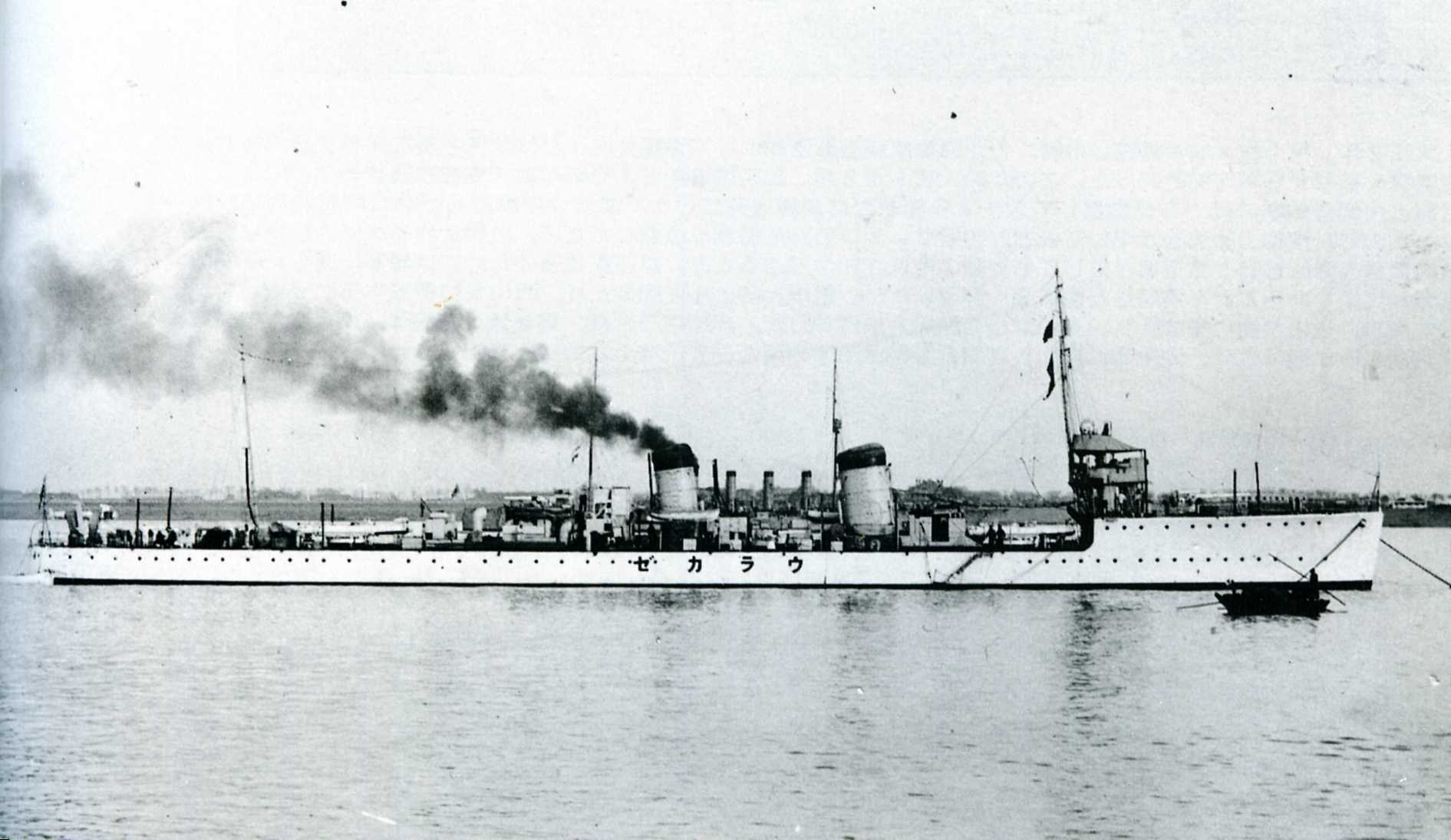
浦風型駆逐艦　浦風
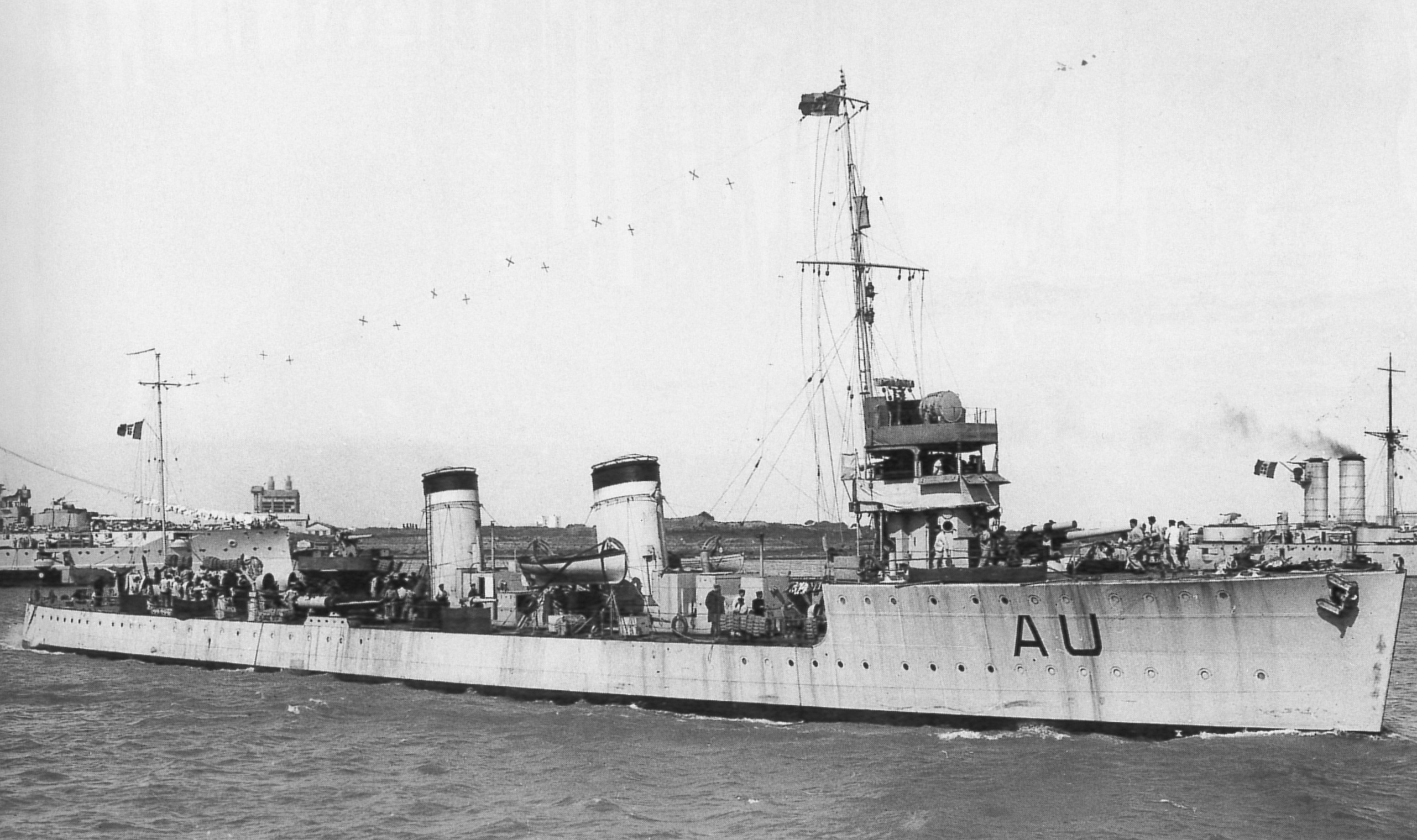
江風

### 第三期拡張計画（1903～1910）

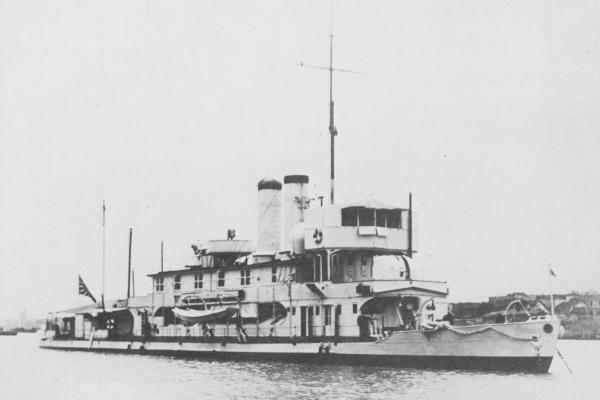
砲艦　鳥羽

### 追加購入艦艇
- 一等巡洋艦：春日型装甲巡洋艦（春日、日進）

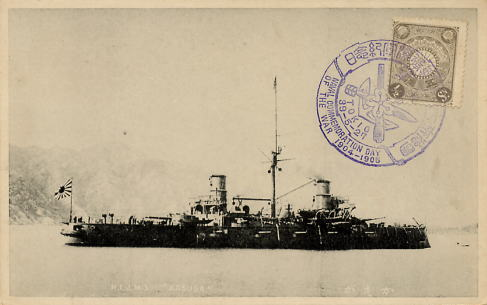
春日型装甲巡洋艦　春日
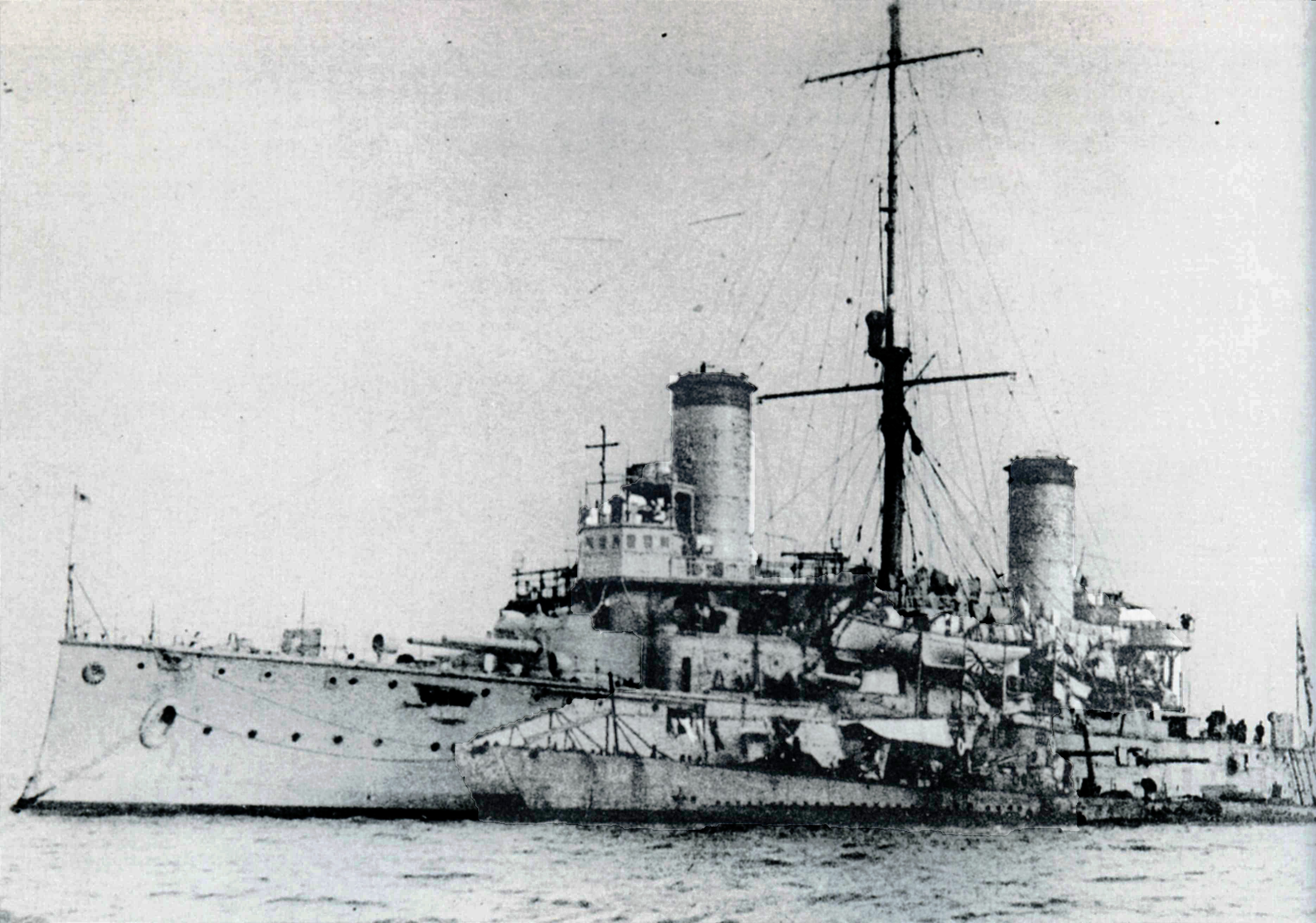
春日型装甲巡洋艦　日進